# جمعیت‌شناسی ترکیه
این مقاله در مورد ویژگی‌های جمعیتی جمعیت ترکیه از جمله تراکم جمعیت، قومیت، سطح تحصیلات، سلامت جمعیت، وضعیت اقتصادی، وابستگی‌های مذهبی و سایر جنبه‌های جمعیت است.
در سال ۲۰۱۹، جمعیت ترکیه ۸۳٫۲ میلیون نفر با نرخ رشد ۱٫۳۹٪ در سال بوده است.
جمعیت نسبتاً جوان است و ۲۳٫۶ درصد در گروه سن ۰ تا ۱۴ قرار دارند. برپایه آمار جمعیت OECD / بانک جهانی، از سال ۱۹۹۰ تا ۲۰۰۸ رشد جمعیت در ترکیه ۱۶ میلیون نفر یا ۲۹٪ بوده است.

## وضعیت فعلی
مؤسسه آمار ترکیه در سال ۲۰۲۳ با انتشار گزارش شاخص‌های جمعیتی و با اشاره به کاهش نرخ فرزندآوری و تغییرات جمعیتی عمیق اعلام کرد که این کشور وارد وضعیت نگران کننده جمعیتی شده است. قدرت جمعیت به عنوان شاخص پویایی اساسی ترکیه، آسیب جدی دیده و اعداد و ارقام نشان می‌دهد که علاوه بر افزایش آمار طلاق، کاهش نرخ فرزندآوری و تعداد فرزندان، سن اولین ازدواج و اولین تولد نیز به سطوح وخیمی رسیده است. بنا به این گزارش، ترکیه که دارای جمعیت زیاد و ساختار خانواده پویا بود، در سال‌های اخیر دچار انحطاط جمعیتی شده و نرخ زاد و ولد در ترکیه به طرز وحشتناکی کاهش یافته و ادامه این روند، قدرت جمعیتی و ساختار خانواده به خطر انداخته است. مؤسسه آمار ترکیه همچنین اعلام کرد که طی سال‌های اخیر تغییرات وحشتناکی در نرخ خام زاد و ولد، نسبت فرزندان به جمعیت، سن اولین ازدواج، سن اولین تولد، زایمان سزارین و آمار طلاق در ترکیه رخ داده است.
بنا به اعلام این مؤسسه، نرخ فرزندآوری در ترکیه به سطح جدی خطر رسیده به طوری که نرخ فرزندآوری ۴٫۵۶ درصدی سال ۱۹۸۰ که در سال ۱۹۹۰ به ۳٫۱۲ درصد تنزل کرده بود، در سال ۲۰۲۲ به ۱٫۶۲ درصد کاهش یافته است.
مؤسسه آمار ترکیه همچنین گزارش داد که بالاترین نرخ زاد و ولد در دهه ۱۹۵۰ در این کشور و با رقم ۶٫۷۲ درصد ثبت شده ولی روند کاهش جمعیت از همان سال به تدریج ادامه یافته و در سال ۲۰۱۷ به زیر سطح جایگزینی جمعیت تنزل کرده و اکنون به ۱٫۶۲ درصد رسیده است.
بنا به اعلام این مؤسسه، نرخ خام زاد و ولد (تعداد تولدهای زنده در هر هزار نفر جمعیت) در ترکیه در سال ۱۹۸۰ حدود ۳۲٫۲ در هزار بود ولی این رقم اکنون به ۱۲٫۲ در هزار رسیده و همین عدد نشان دهنده کاهش نرخ زاد و ولد به حدود یک سوم ارقام ۴۰ سال پیش است.
مؤسسه آمار ترکیه همچنین با اشاره به کاهش نسبت کودکان به جمعیت کل ی ۳۳ سال گذشته گزارش داد که سه دهه پیش کودکان، ۴۱٫۸ درصد از جمعیت ترکیه را تشکیل می‌دادند ولی امروز به ۲۶٫۵ درصد کاهش یافته و جمعیت ترکیه پیر شده است.
این مؤسسه، نسبت کودکان به جمعیت کل در ترکیه در سال ۲۰۳۰ را ۲۵٫۶ درصد، در سال ۲۰۴۰، حدود ۲۳٫۳ درصد، در سال ۲۰۶۰ حدود ۲۰٫۴ درصد و در سال ۲۰۸۰ حدود ۱۹ درصد برآورد کرده است و همین آمار نشان می‌دهد که با ادامه روند کنونی، تا ۵۵ سال آینده جمعیت ترکیه مسیر پیر شدن را طی خواهد کرد.
مؤسسه آمار ترکیه در گزارش خود با پیش‌بینی افزایش سن اولین ازدواج جوانان تا ۳۰ سال اعلام کرد: سن ازدواج اول در ترکیه، هم برای زنان و هم برای مردان وارد روند افزایشی شده است به طوری که ۲۳ سال پیش زنان به‌طور متوسط در سن ۲۲ سالگی و مردان نیز در ۲۶ سالگی ازدواج می‌کردند ولی امروز زنان در پایان ۲۵ سالگی ازدواج می‌کنند و سن ازدواج مردان نیز به ۲۸ سال افزایش یافته است.
این مؤسسه با اشاره به ثبت سالانه ۵۴۴ هزار ازدواج و ۹۲ هزار طلاق در اوایل قرن حاضر میلادی اعلام کرد: به رغم افزایش شمار جمعیت ترکیه طی دو دهه گذشته، سال گذشته ۵۷۴ هزار ازدواج و ۱۸۱ هزار طلاق ثبت شده و همین آمار نشان می‌دهد که تعداد ازدواج در ترکیه طی دو دهه گذشته ثابت مانده ولی شمار طلاق دو برابر شده است.
مؤسسه آمار ترکیه زایمان سزارین یکی دیگر از عواملی تهدید کننده رشد جمعیت عنوان کرده و در گزارش خود اعلام کرد که عمل سزارین در ترکیه طی دو دهه گذشته از پنج درصد به ۵۷٫۳ درصد کنونی افزایش یافته است. مرکز آمار ترکیه اوایل سال جاری میلادی جمعیت این کشور را ۸۵ میلیون و ۲۷۹ هزار نفر اعلام کرد و گزارش داد که میزان جمعیت مردان ترکیه ۵۰٫۱ درصد (۴۲ میلیون و ۷۰۴ هزار و ۱۱۲ نفر) و نرخ جمعیت زنان نیز ۴۹٫۹ درصد (۴۲ میلیون و ۵۷۵ هزار و ۴۴۱ نفر) ثبت شده است.
۹۳٫۴ درصد جمعیت ترکیه در شهرها و ۶٫۶ درصد از جمعیت نیز در روستاها و قصبه‌ها زندگی می‌کنند.

## چالش‌ها
چهار وزارتخانه ترکیه تلاش‌هایی را برای رسیدگی به چالش‌های جمعیتی آغاز کرده‌اند که سبب کاهش تاریخی نرخ باروری دراین کشور و افزایش سریع جمعیت سالمندان این کشور شده است. در سال ۲۰۲۳، ترکیه شاهد افزایش دو رقمی جمعیت سالمندان خود برای اولین بار در تاریخ خود بود و رسیدن به نرخ به ۱۰٫۲ درصد بود و این کشور را مطابق با استانداردهای سازمان ملل متحد در رده «جمعیت‌های بسیار سالمند» قرار داد. آمار تولد ۲۰۲۳ منتشر شده توسط مؤسسه آمار ترکیه (TÜİK) اخیراً کاهش قابل توجهی را در نرخ کلی باروری ترکیه نشان می‌دهد و به پایین‌ترین سطح ثبت شده خود رسیده است.
کارشناسان هشدار دادند نرخ پایین زاد و ولد و رشد پیری جمعیت در ترکیه به حدی رسیده که ممکن است چشم‌انداز اقتصادی این کشور را تحت تأثیر قرار دهد. بر اساس آمار منتشر شده توسط «مؤسسه آمار ترکیه» (Tuik)، نرخ باروری کل این کشور برای هشت سال متوالی کاهش داشته و به ۱٫۵۱ تولد برای هر زن در سال جاری رسیده است. با این حال، بار مالی تربیت و بزرگ کردن فرزندان، تمایل بسیاری از مردم این کشور برای داشتن فرزندان بیشتر را کاهش داده است. به گزارش شینهوا، داده‌های مؤسسه آمار ترکیه نشان می‌دهد که سالمندان ۹٫۵ درصد از جمعیت را در سال ۲۰۲۰ میلادی در این کشور تشکیل می‌دادند در حالی که این تعداد در سال ۲۰۲۳ به ۱۰٫۲ درصد افزایش یافت و برای اولین بار در تاریخ ترکیه به عددی دو رقمی رسید. همچنین مهاجرت می‌تواند به کاهش نیروی کار ترکیه دامن بزند.
نرخ طلاق از ۲٫۵۸ درصد در سال ۲۰۰۸ میلادی به ۴٫۷۸ درصد در سال ۲۰۲۳ افزایش یافته است. بدیهی است که یک فروپاشی ساختاری مفهوم خانواده در ترکیه وجود دارد. چرا که آمار ازدواج در حال کاهش است، طلاق بیشتر شده و نرخ زاد و ولد، به طرز باورنکردنی در حال کاهش است. جامعه ترکیه قبل از اینکه ثروتمند و مرفه شود، به سرعت به سمت پیری و فقر می‌رود.

## جمعیت

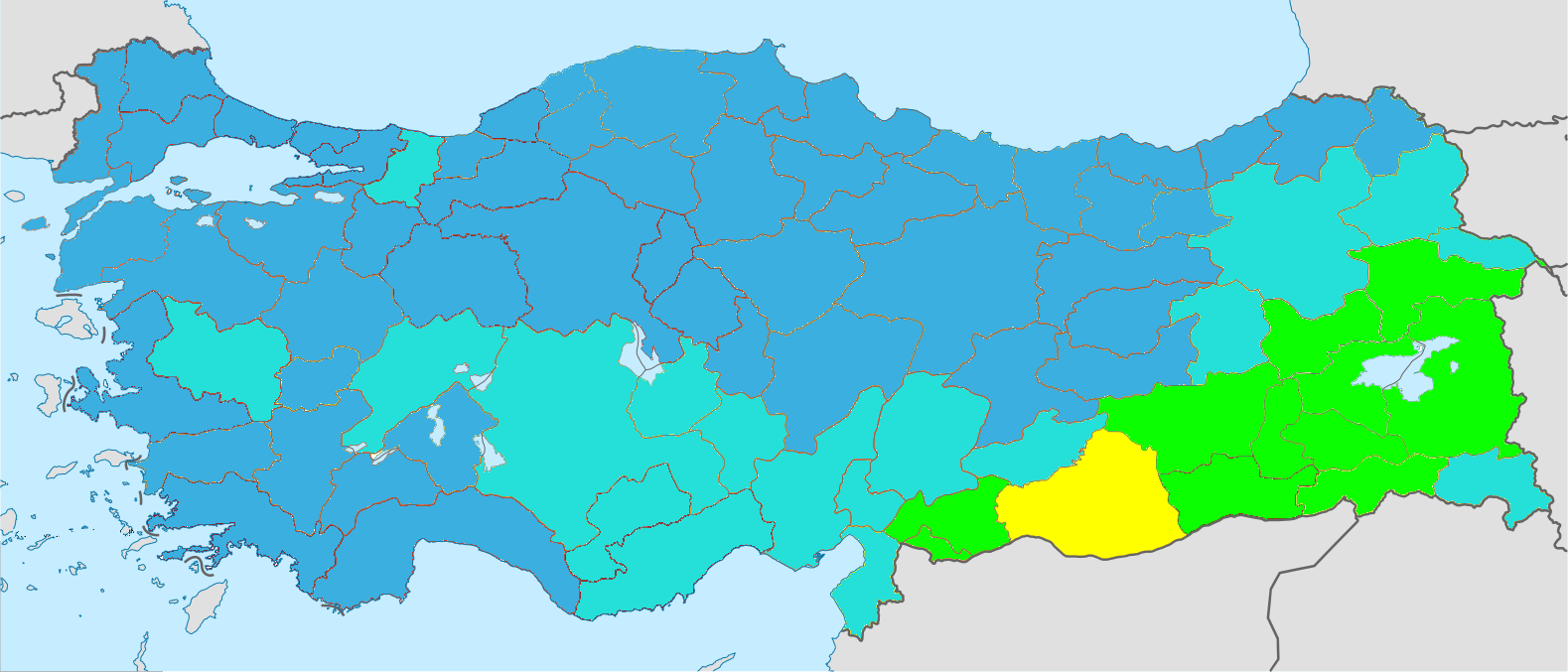
ترکیه نرخ باروری بر پایه استان (2023).

### امید به زندگی
| عادت زنانه | امید به زندگی در سال‌ها | عادت زنانه | امید به زندگی در سال‌ها |
| ---------- | ---------------------- | ---------- | ---------------------- |
| ۱۹۵۰–۱۹۵۵  | ۴۱٫۰۱                  | ۱۹۸۵–۱۹۹۰  | ۶۳٫۰۴                  |
| ۱۹۵۵–۱۹۶۰  | ۴۳٫۶۹                  | ۱۹۹۰–۱۹۹۵  | ۶۵٫۴۹                  |
| ۱۹۶۰–۱۹۶۵  | ۴۷٫۲۲                  | ۲۰۰۰–۱۰۰۰  | ۶۸٫۴۹                  |
| ۱۹۶۵–۱۹۷۰  | ۵۰٫۷۸                  | ۲۰۰۰–۲۰۰۵  | ۷۱٫۳۷                  |
| ۱۹۷۰–۱۹۷۵  | ۵۳٫۷۵                  | ۲۰۰۵–۲۰۱۰  | ۷۳٫۳۷                  |
| ۱۹۷۵–۱۹۸۰  | ۵۷٫۰۵                  | ۲۰۱۰–۲۰۱۵  | ۷۴٫۸۳                  |
| ۱۹۸۰–۱۹۸۵  | ۶۰٫۲۲                  |            |                        |

منبع: سازمان ملل متحد

## آمار حیاتی

### برآوردهای سازمان ملل
ارقام وزارت امور اقتصادی و اجتماعی سازمان ملل:

| دوره | تولد زنده هر سال | مرگ هر سال | تغییرات طبیعی هر سال | CBR1 | CDR1 | NC1  | TFR1 | IMR1  |
| --- | ---------------- | ---------- | -------------------- | ---- | ---- | ---- | ---- | ----- |
| ۱۹۵۰–۱۹۵۵ | ۱٬۱۲۷٬۰۰۰        | ۵۵۱٬۰۰۰    | ۶۷۷٬۰۰۰              | ۴۸٫۴ | ۱۸٫۸ | ۲۹٫۶ | ۶٫۶۹ | ۱۶۷٫۴ |
| ۱۹۵۵–۱۹۶۰ | ۱٬۲۱۶٬۰۰۰        | ۵۶۴٬۰۰۰    | ۷۵۲٬۰۰۰              | ۴۶٫۹ | ۱۸٫۴ | ۲۸٫۵ | ۶٫۵  | ۱۶۳٫۹ |
| ۱۹۶۰–۱۹۶۵ | ۱٬۲۷۷٬۰۰۰        | ۵۴۷٬۰۰۰    | ۷۹۹٬۰۰۰              | ۴۴٫۳ | ۱۷٫۶ | ۲۶٫۷ | ۶٫۲  | ۱۶۰٫۵ |
| ۱۹۶۵–۱۹۷۰ | ۱٬۳۴۳٬۰۰۰        | ۵۲۷٬۰۰۰    | ۷۹۲٬۰۰۰              | ۴۰٫۳ | ۱۶٫۷ | ۲۳٫۶ | ۵٫۸۰ | ۱۵۶٫۹ |
| ۱۹۷۰–۱۹۷۵ | ۱٬۴۵۱٬۰۰۰        | ۵۲۳٬۰۰۰    | ۸۸۷٬۰۰۰              | ۳۸٫۷ | ۱۵٫۰ | ۲۳٫۷ | ۵٫۳۹ | ۱۴۱٫۳ |
| ۱۹۷۵–۱۹۸۰ | ۱٬۴۹۷٬۰۰۰        | ۵۰۵٬۰۰۰    | ۹۷۷٬۰۰۰              | ۳۶٫۴ | ۱۳٫۰ | ۲۳٫۴ | ۴٫۶۹ | ۱۱۹٫۴ |
| ۱۹۸۰–۱۹۸۵ | ۱٬۵۲۷٬۰۰۰        | ۴۸۱٬۰۰۰    | ۱٬۰۷۴٬۰۰۰            | ۳۳٫۸ | ۱۰٫۸ | ۲۳٫۰ | ۴٫۱۱ | ۹۶٫۷  |
| ۱۹۸۵–۱۹۹۰ | ۱٬۴۳۱٬۰۰۰        | ۴۵۴٬۰۰۰    | ۹۷۶٬۰۰۰              | ۲۷٫۷ | ۸٫۸  | ۱۸٫۹ | ۳٫۳۹ | ۷۸٫۰  |
| ۱۹۹۰–۱۹۹۵ | ۱٬۳۷۵٬۰۰۰        | ۴۳۸٬۰۰۰    | ۹۸۷٬۰۰۰              | ۲۵٫۱ | ۷٫۷  | ۱۷٫۴ | ۲٫۹۰ | ۶۳٫۰  |
| ۱۹۹۵–۲۰۰۰ | ۱٬۳۸۹٬۰۰۰        | ۴۱۸٬۰۰۰    | ۹۸۳٬۰۰۰              | ۲۲٫۸ | ۶٫۹  | ۱۵٫۹ | ۲٫۶۵ | ۴۵٫۵  |
| ۲۰۰۰–۲۰۰۵ | ۱٬۳۴۵٬۰۰۰        | ۴۰۴٬۰۰۰    | ۹۲۳٬۰۰۰              | ۲۰٫۵ | ۶٫۲  | ۱۴٫۳ | ۲٫۳۷ | ۳۱٫۴  |
| ۲۰۰۵–۲۰۱۰ | ۱٬۳۰۹٬۰۰۰        | ۴۱۵٬۰۰۰    | ۹۳۲٬۰۰۰              | ۱۸٫۷ | ۵٫۹  | ۱۲٫۸ | ۲٫۲۰ | ۲۴٫۰  |
| ۲۰۱۰–۲۰۱۵ | ۱٬۳۰۲٬۰۰۰        | ۴۳۹٬۰۰۰    | ۹۱۴٬۰۰۰              | ۱۷٫۳ | ۵٫۸  | ۱۱٫۵ | ۲٫۱۲ | ۱۳٫۰  |
| ۲۰۱۵–۲۰۲۰ | ۱٬۲۸۱٬۰۰۰        | ۴۷۳٬۰۰۰    | ۸۰۸٬۰۰۰              | ۱۵٫۸ | ۵٫۸  | ۱۰٫۰ | ۲٫۰۲ |       |
| ۲۰۲۰–۲۰۲۵ | ۱٬۲۴۲٬۰۰۰        | ۵۰۹٬۰۰۰    | ۷۳۳٬۰۰۰              | ۱۴٫۶ | ۶٫۰  | ۸٫۶  | ۱٫۹۴ |       |
| ۲۰۲۵–۲۰۳۰ | ۱٬۱۹۱٬۰۰۰        | ۵۴۳٬۰۰۰    | ۶۴۸٬۰۰۰              | ۱۳٫۶ | ۶٫۲  | ۷٫۴  | ۱٫۸۸ |       |
| 1 CBR = نرخ تولد خام (به ازای هر ۱۰۰۰)؛ CDR = میزان مرگ و میر خام (به ازای هر ۱۰۰۰)؛ NC = تغییر طبیعی (در هر ۱۰۰۰)؛ TFR = میزان باروری کل (تعداد فرزندان در هر زن)؛ IMR = میزان مرگ و میر نوزادان در هر ۱۰۰۰ تولد |                  |            |                      |      |      |      |      |       |

### ثبت تولد و مرگ و میر
آمار تولد ترکیه از سال ۲۰۰۱ به بعد از پایگاه داده سیستم مرکزی اداری جمعیت (MERNIS) است که بصورت آنلاین در دسترس است. آمار تولد به‌طور مداوم به روز می‌شود زیرا MERNIS از ساختار پویایی برخوردار است.
در سال ۲۰۱۰ ترکیه نرخ تولد خالص ۱۷٫۲ در هر ۱۰۰۰، در سال ۲۰۱۱ ۱۶٫۷، از ۲۰٫۳ در سال ۲۰۰۱ داشته است. کل باروری (TFR) در سال ۲۰۱۰ بالغ بر ۲٫۰۵ کودک در هر زن، در سال ۲۰۱۱ بالغ بر ۲٫۰۲ بود. میزان تولد خالص در سال ۲۰۱۰ از ۱۱٫۵ در غرب مرمره (1.52 TFR) (۱۱٫۵؛ ۱٫۵۵ در سال ۲۰۱۱)، مشابه بلغارستان، به ۲۷٫۹ در جنوب شرقی آناتولی (3.53 TFR) (۲۷٫۱؛ ۳٬۴۲ در سال ۲۰۱۱)، مشابه بود به سوریه به‌طور مشابه، در سال ۲۰۱۲، TFR از ۱٫۴۳ در Kklrklareli، به ۴٫۳۹ در ıanlıurfa رسید. آمار مرگ و میر MERNIS از سال ۲۰۰۹ در دسترس است. آمار مرگ و میر پیش از سال ۲۰۰۹ ناقص است.

|      | Population (31.12.) | Live births | Deaths  | Natural change | Crude birth rate (per 1000) | Crude death (per 1000) | Natural increase (per 1000) | Total fertility rate (TFR) |
| ---- | ------------------- | ----------- | ------- | -------------- | --------------------------- | ---------------------- | --------------------------- | -------------------------- |
| ۲۰۰۱ |                     | ۱٬۳۲۳٬۳۴۱   | ۱۷۵٬۱۳۷ | ۱٬۱۴۸٬۲۰۴      | ۲۰٫۳                        |                        |                             | ۲٫۳۷                       |
| ۲۰۰۲ |                     | ۱٬۲۲۹٬۵۵۵   | ۱۷۵٬۴۳۴ | ۱٬۰۵۴٬۱۲۱      | ۱۸٫۶                        |                        |                             | ۲٫۱۷                       |
| ۲۰۰۳ |                     | ۱٬۱۹۸٬۹۲۷   | ۱۸۴٬۳۳۰ | ۱٬۰۱۴٬۵۹۷      | ۱۷٫۹                        |                        |                             | ۲٫۰۹                       |
| ۲۰۰۴ |                     | ۱٬۲۲۲٬۴۸۴   | ۱۸۷٬۰۸۶ | ۱٬۰۳۵٬۳۹۸      | ۱۸٫۱                        |                        |                             | ۲٫۱۱                       |
| ۲۰۰۵ |                     | ۱٬۲۴۴٬۰۴۱   | ۱۹۷٬۵۲۰ | ۱٬۰۴۶٬۵۲۱      | ۱۸٫۲                        |                        |                             | ۲٫۱۲                       |
| ۲۰۰۶ |                     | ۱٬۲۵۵٬۴۳۲   | ۲۱۰٬۱۴۶ | ۱٬۰۴۵٬۲۸۶      | ۱۸٫۱                        |                        |                             | ۲٫۱۲                       |
| ۲۰۰۷ | ۷۰٬۵۸۶٬۲۵۶          | ۱٬۲۸۹٬۹۹۲   | ۲۱۲٬۷۳۱ | ۱٬۰۷۷٬۲۶۱      | ۱۸٫۴                        |                        |                             | ۲٫۱۶                       |
| ۲۰۰۸ | ۷۱٬۵۱۷٬۱۰۰          | ۱٬۲۹۵٬۵۱۱   | ۲۱۵٬۵۶۲ | ۱٬۰۷۹٬۹۴۹      | ۱۸٫۲                        |                        |                             | ۲٫۱۵                       |
| ۲۰۰۹ | ۷۲٬۵۶۱٬۳۱۲          | ۱٬۲۶۶٬۷۵۱   | ۳۶۹٬۷۰۳ | ۸۹۷٬۰۴۸        | ۱۷٫۶                        | ۵٫۱                    | ۱۲٫۵                        | ۲٫۱۰                       |
| ۲۰۱۰ | ۷۳٬۷۲۲٬۹۸۸          | ۱٬۲۶۱٬۱۶۹   | ۳۶۶٬۴۷۱ | ۸۹۴٬۶۹۸        | ۱۷٫۲                        | ۵٫۰                    | ۱۲٫۲                        | ۲٫۰۸                       |
| ۲۰۱۱ | ۷۴٬۷۲۴٬۲۶۹          | ۱٬۲۵۲٬۸۱۲   | ۳۷۶٬۱۶۲ | ۸۷۶٬۶۵۰        | ۱۶٫۹                        | ۵٫۱                    | ۱۱٫۷                        | ۲٫۰۵                       |
| ۲۰۱۲ | ۷۵٬۶۲۷٬۳۸۴          | ۱٬۲۹۴٬۶۰۵   | ۳۷۶٬۵۲۰ | ۹۱۸٬۰۸۵        | ۱۷٫۲                        | ۵٫۰                    | ۱۲٫۲                        | ۲٫۱۱                       |
| ۲۰۱۳ | ۷۶٬۶۶۷٬۸۶۴          | ۱٬۲۹۷٬۵۰۵   | ۳۷۳٬۰۴۱ | ۹۲۴٬۴۶۴        | ۱۷٫۰                        | ۴٫۹                    | ۱۲٫۱                        | ۲٫۱۱                       |
| ۲۰۱۴ | ۷۷٬۶۹۵٬۹۰۴          | ۱٬۳۵۰٬۳۵۳   | ۳۹۱٬۰۹۱ | ۹۵۹٬۲۶۲        | ۱۷٫۵                        | ۵٫۱                    | ۱۲٫۴                        | ۲٫۱۹                       |
| ۲۰۱۵ | ۷۸٬۷۴۱٬۰۵۳          | ۱٬۳۳۵٬۵۶۴   | ۴۰۵٬۵۲۸ | ۹۳۰٬۰۳۶        | ۱۷٫۱                        | ۵٫۲                    | ۱۱٫۹                        | ۲٫۱۵                       |
| ۲۰۱۶ | ۷۹٬۸۱۴٬۸۷۱          | ۱٬۳۱۳٬۶۱۵   | ۴۲۲٬۸۲۷ | ۸۹۰٬۷۸۸        | ۱۶٫۶                        | ۵٫۳                    | ۱۱٫۳                        | ۲٫۱۱                       |
| ۲۰۱۷ | ۸۰٬۸۱۰٬۵۲۵          | ۱٬۲۹۵٬۷۸۴   | ۴۲۶٬۵۰۴ | ۸۶۹٬۲۸۰        | ۱۶٫۱                        | ۵٫۳                    | ۱۰٫۸                        | ۲٫۰۷                       |
| ۲۰۱۸ | ۸۲٬۰۰۳٬۸۸۲          | ۱٬۲۴۸٬۸۴۷   | ۴۲۶٬۱۰۶ | ۸۲۲٬۷۴۱        | ۱۵٫۳                        | ۵٫۲                    | ۱۰٫۱                        | ۲٫۰۰                       |
| ۲۰۱۹ | ۸۳٬۱۵۴٬۹۹۷          | ۱٬۱۸۳٬۶۵۲   |         |                | ۱۴٫۳                        |                        |                             | ۱٫۸۸                       |

### میزان تولد و میزان مرگ بر اساس منطقه و سال
| Region                | Population (2018) | Birth Rate (TFR)/2017 | Birth Rate (TFR)/2016 | Birth Rate (TFR)/2015 | Birth Rate (TFR)/2014 | Birth Rate (TFR)/2013 | Birth Rate (TFR)/2012 | Birth Rate (TFR)/2011 | Birth Rate (TFR)/2010 | Birth Rate (TFR)/2009 |
| --------------------- | ----------------- | --------------------- | --------------------- | --------------------- | --------------------- | --------------------- | --------------------- | --------------------- | --------------------- | --------------------- |
| ترکیه                 | ۸۲٬۰۰۳٬۸۸۲        | ۱۶.1 (2.07)           | ۱۶.5 (2.11)           | ۱۷.1 (2.15)           | ۱۷.5 (2.18)           | ۱۷.0 (2.11)           | ۱۷.2 (2.11)           | ۱۶.8 (2.05)           | ۱۷.2 (2.08)           | ۱۷.6 (2.12)           |
| İstanbul              | ۱۵٬۰۶۷٬۷۲۴        | ۱۵.5 (1.79)           | ۱۶.2 (1.85)           | ۱۶.7 (1.88)           | ۱۷.0 (1.89)           | ۱۶.4 (1.81)           | ۱۶.5 (1.80)           | ۱۵.8 (1.72)           | ۱۶.3 (1.77)           | ۱۶.4 (1.77)           |
| West Marmara          | ۳٬۵۶۹٬۵۵۲         | ۱۱.7 (1.69)           | ۱۱.8 (1.68)           | ۱۲.0 (1.69)           | ۱۲.1 (1.69)           | ۱۱.9 (1.64)           | ۱۱.9 (1.63)           | ۱۱.6 (1.57)           | ۱۱.5 (1.54)           | ۱۱.7 (1.54)           |
| Aegean                | ۱۰٬۵۱۴٬۲۰۰        | ۱۲.8 (1.74)           | ۱۳.1 (1.76)           | ۱۳.6 (1.80)           | ۱۳.8 (1.80)           | ۱۳.4 (1.73)           | ۱۳.7 (1.74)           | ۱۳.2 (1.66)           | ۱۳.3 (1.66)           | ۱۳.7 (1.69)           |
| East Marmara          | ۷٬۹۶۸٬۱۳۵         | ۱۴.6 (1.86)           | ۱۴.9 (1.89)           | ۱۵.2 (1.89)           | ۱۵.3 (1.88)           | ۱۴.8 (1.80)           | ۱۵.0 (1.80)           | ۱۴.5 (1.71)           | ۱۴.8 (1.74)           | ۱۵.2 (1.77)           |
| West Anatolia         | ۷٬۹۶۱٬۵۰۷         | ۱۴.6 (1.83)           | ۱۵.1 (1.86)           | ۱۵.5 (1.90)           | ۱۵.8 (1.91)           | ۱۵.4 (1.85)           | ۱۵.4 (1.83)           | ۱۵.2 (1.79)           | ۱۵.4 (1.80)           | ۱۵.8 (1.83)           |
| Mediterranean         | ۱۰٬۴۶۱٬۴۰۹        | ۱۶.2 (2.16)           | ۱۶.9 (2.24)           | ۱۷.5 (2.28)           | ۱۸.0 (2.32)           | ۱۷.6 (2.24)           | ۱۷.8 (2.23)           | ۱۷.3 (2.14)           | ۱۷.8 (2.18)           | ۱۸.3 (2.20)           |
| Central Anatolia      | ۴٬۰۶۴٬۹۵۷         | ۱۴.7 (1.96)           | ۱۵.3 (2.03)           | ۱۵.8 (2.08)           | ۱۶.3 (2.13)           | ۱۵.9 (2.06)           | ۱۶.3 (2.07)           | ۱۶.4 (2.06)           | ۱۶.7 (2.08)           | ۱۷.6 (2.16)           |
| West Black Sea        | ۴٬۶۸۸٬۴۳۲         | ۱۱.5 (1.66)           | ۱۱.8 (1.69)           | ۱۲.2 (1.73)           | ۱۲.7 (1.77)           | ۱۲.8 (1.76)           | ۱۳.0 (1.77)           | ۱۳.0 (1.74)           | ۱۳.6 (1.79)           | ۱۴.2 (1.84)           |
| East Black Sea        | ۲٬۷۱۹٬۱۱۳         | ۱۱.9 (1.71)           | ۱۲.3 (1.76)           | ۱۲.5 (1.78)           | ۱۲.8 (1.80)           | ۱۲.8 (1.77)           | ۱۳.0 (1.78)           | ۱۳.1 (1.77)           | ۱۳.6 (1.81)           | ۱۴.1 (1.86)           |
| Northeast Anatolia    | ۲٬۲۱۱٬۰۵۴         | ۲۰.5 (2.62)           | ۲۱.1 (2.71)           | ۲۱.6 (2.79)           | ۲۲.6 (2.90)           | ۲۲.4 (2.85)           | ۲۲.8 (2.90)           | ۲۲.9 (2.90)           | ۲۳.4 (2.97)           | ۲۳.1 (2.91)           |
| Central East Anatolia | ۳٬۹۲۹٬۷۱۹         | ۲۱.0 (2.63)           | ۲۱.2 (2.66)           | ۲۱.9 (2.75)           | ۲۲.9 (2.87)           | ۲۲.6 (2.82)           | ۲۲.5 (2.82)           | ۲۲.9 (2.85)           | ۲۳.6 (2.95)           | ۲۳.9 (3.00)           |
| Southeast Anatolia    | ۸٬۸۴۷٬۹۸۰         | ۲۶.4 (3.34)           | ۲۶.6 (3.37)           | ۲۷.7 (3.51)           | ۲۸.7 (3.62)           | ۲۷.6 (3.48)           | ۲۸.0 (3.53)           | ۲۷.7 (3.48)           | ۲۸.2 (3.57)           | ۲۸.3 (3.59)           |

| Region                | Population (2018) | Death Rate (2017) | Death Rate (2016) | Death Rate (2015) | Death Rate (2014) | Death Rate (2013) | Death Rate (2012) | Death Rate (2011) | Death Rate (2010) | Death Rate (2009) |
| --------------------- | ----------------- | ----------------- | ----------------- | ----------------- | ----------------- | ----------------- | ----------------- | ----------------- | ----------------- | ----------------- |
| ترکیه                 | ۸۲٬۰۰۳٬۸۸۲        | ۵٫۳               | ۵٫۳               | ۵٫۲               | ۵٫۱               | ۴٫۹               | ۵٫۰               | ۵٫۱               | ۵٫۰               | ۵٫۱               |
| İstanbul              | ۱۵٬۰۶۷٬۷۲۴        | ۴٫۲               | ۴٫۲               | ۴٫۱               | ۴٫۱               | ۳٫۹               | ۴٫۰               | ۴٫۰               | ۴٫۰               | ۴٫۲               |
| West Marmara          | ۳٬۵۶۹٬۵۵۲         | ۷٫۸               | ۷٫۷               | ۷٫۸               | ۷٫۵               | ۷٫۱               | ۷٫۳               | ۷٫۳               | ۷٫۳               | ۷٫۳               |
| Aegean                | ۱۰٬۵۱۴٬۲۰۰        | ۶٫۶               | ۶٫۶               | ۶٫۴               | ۶٫۱               | ۵٫۹               | ۶٫۲               | ۶٫۲               | ۵٫۹               | ۶٫۰               |
| East Marmara          | ۷٬۹۶۸٬۱۳۵         | ۵٫۷               | ۵٫۷               | ۵٫۷               | ۵٫۵               | ۵٫۴               | ۵٫۵               | ۵٫۵               | ۵٫۵               | ۵٫۶               |
| West Anatolia         | ۷٬۹۶۱٬۵۰۷         | ۵٫۰               | ۴٫۹               | ۴٫۷               | ۴٫۷               | ۴٫۵               | ۴٫۶               | ۴٫۷               | ۴٫۶               | ۴٫۸               |
| Mediterranean         | ۱۰٬۴۶۱٬۴۰۹        | ۴٫۹               | ۵٫۰               | ۴٫۸               | ۴٫۶               | ۴٫۵               | ۴٫۵               | ۴٫۵               | ۴٫۵               | ۴٫۵               |
| Central Anatolia      | ۴٬۰۶۴٬۹۵۷         | ۶٫۱               | ۶٫۱               | ۵٫۹               | ۵٫۸               | ۵٫۵               | ۵٫۵               | ۵٫۷               | ۵٫۵               | ۵٫۷               |
| West Black Sea        | ۴٬۶۸۸٬۴۳۲         | ۷٫۶               | ۷٫۶               | ۷٫۴               | ۷٫۳               | ۶٫۹               | ۷٫۰               | ۷٫۰               | ۶٫۸               | ۷٫۰               |
| East Black Sea        | ۲٬۷۱۹٬۱۱۳         | ۷٫۳               | ۷٫۰               | ۶٫۹               | ۶٫۸               | ۶٫۳               | ۶٫۵               | ۶٫۵               | ۶٫۲               | ۶٫۴               |
| Northeast Anatolia    | ۲٬۲۱۱٬۰۵۴         | ۴٫۹               | ۵٫۰               | ۵٫۰               | ۴٫۹               | ۴٫۸               | ۵٫۰               | ۵٫۴               | ۵٫۰               | ۵٫۱               |
| Central East Anatolia | ۳٬۹۲۹٬۷۱۹         | ۴٫۲               | ۴٫۲               | ۴٫۱               | ۴٫۱               | ۴٫۱               | ۴٫۱               | ۴٫۵               | ۴٫۴               | ۴٫۵               |
| Southeast Anatolia    | ۸٬۸۴۷٬۹۸۰         | ۳٫۳               | ۳٫۶               | ۳٫۴               | ۳٫۵               | ۳٫۴               | ۳٫۵               | ۳٫۶               | ۳٫۷               | ۳٫۸               |

### زایمان و مرگ مطلق براساس منطقه و سال
| Region                | Population (2018) | Births (2017) | Births (2016) | Births (2015) | Births (2014) | Births (2013) | Births (2012) | Births (2011) | Births (2010) | Births (2009) |
| --------------------- | ----------------- | ------------- | ------------- | ------------- | ------------- | ------------- | ------------- | ------------- | ------------- | ------------- |
| ترکیه                 | ۸۲٬۰۰۳٬۸۸۲        | ۱٬۲۹۱٬۰۵۵     | ۱٬۳۱۱٬۸۹۵     | ۱٬۳۳۴٬۴۶۵     | ۱٬۳۴۹٬۴۶۷     | ۱٬۲۹۶٬۷۶۲     | ۱٬۲۹۴٬۶۰۵     | ۱٬۲۵۸٬۱۲۵     | ۱٬۲۶۱٬۱۶۹     | ۱٬۲۶۶٬۷۵۱     |
| İstanbul              | ۱۵٬۰۶۷٬۷۲۴        | ۲۳۱٬۵۷۶       | ۲۳۹٬۲۰۶       | ۲۴۲٬۴۸۰       | ۲۴۲٬۱۱۸       | ۲۲۹٬۲۷۴       | ۲۲۶٬۵۹۴       | ۲۱۳٬۴۴۱       | ۲۱۳٬۸۲۱       | ۲۱۰٬۴۴۱       |
| West Marmara          | ۳٬۵۶۹٬۵۵۲         | ۴۰٬۷۵۹        | ۴۰٬۴۱۸        | ۴۰٬۳۴۷        | ۴۰٬۰۹۸        | ۳۸٬۷۹۳        | ۳۸٬۵۱۷        | ۳۷٬۰۵۸        | ۳۶٬۲۸۴        | ۳۶٬۴۰۰        |
| Aegean                | ۱۰٬۵۱۴٬۲۰۰        | ۱۳۲٬۰۰۲       | ۱۳۳٬۷۷۱       | ۱۳۶٬۹۸۳       | ۱۳۷٬۲۸۷       | ۱۳۲٬۲۴۳       | ۱۳۳٬۴۱۹       | ۱۲۷٬۸۳۳       | ۱۲۸٬۱۱۲       | ۱۲۹٬۹۲۷       |
| East Marmara          | ۷٬۹۶۸٬۱۳۵         | ۱۱۲٬۸۹۱       | ۱۱۳٬۳۲۴       | ۱۱۲٬۴۸۶       | ۱۱۱٬۰۲۱       | ۱۰۵٬۷۱۸       | ۱۰۵٬۲۰۳       | ۹۹٬۷۰۴        | ۱۰۰٬۳۸۶       | ۱۰۰٬۹۲۸       |
| West Anatolia         | ۷٬۹۶۱٬۵۰۷         | ۱۱۴٬۳۳۱       | ۱۱۶٬۰۸۷       | ۱۱۷٬۴۹۱       | ۱۱۷٬۲۹۴       | ۱۱۲٬۵۴۱       | ۱۱۱٬۲۷۹       | ۱۰۸٬۰۲۶       | ۱۰۶٬۹۲۱       | ۱۰۷٬۷۳۴       |
| Mediterranean         | ۱۰٬۴۶۱٬۴۰۹        | ۱۶۵٬۴۹۹       | ۱۷۰٬۹۶۴       | ۱۷۴٬۵۳۰       | ۱۷۷٬۰۴۵       | ۱۷۰٬۵۷۸       | ۱۶۹٬۹۸۵       | ۱۶۳٬۸۱۷       | ۱۶۶٬۱۲۳       | ۱۶۷٬۵۰۶       |
| Central Anatolia      | ۴٬۰۶۴٬۹۵۷         | ۵۸٬۲۲۷        | ۶۰٬۰۳۵        | ۶۱٬۳۵۷        | ۶۳٬۳۳۲        | ۶۱٬۵۹۷        | ۶۲٬۶۳۴        | ۶۲٬۹۸۹        | ۶۴٬۲۱۶        | ۶۷٬۱۷۴        |
| West Black Sea        | ۴٬۶۸۸٬۴۳۲         | ۵۲٬۵۱۹        | ۵۳٬۵۹۸        | ۵۴٬۹۳۵        | ۵۷٬۰۴۳        | ۵۷٬۳۳۷        | ۵۸٬۳۷۷        | ۵۸٬۵۱۱        | ۶۱٬۳۹۳        | ۶۳٬۹۷۲        |
| East Black Sea        | ۲٬۷۱۹٬۱۱۳         | ۳۱٬۲۸۵        | ۳۱٬۹۶۶        | ۳۲٬۰۸۷        | ۳۲٬۷۸۱        | ۳۲٬۵۴۱        | ۳۲٬۷۷۴        | ۳۲٬۸۳۶        | ۳۴٬۲۷۲        | ۳۵٬۵۶۵        |
| Northeast Anatolia    | ۲٬۲۱۱٬۰۵۴         | ۴۴٬۹۷۷        | ۴۶٬۴۸۹        | ۴۷٬۶۴۲        | ۴۹٬۹۴۸        | ۴۹٬۵۷۶        | ۵۰٬۷۸۱        | ۵۰٬۷۷۹        | ۵۱٬۵۷۸        | ۵۰٬۷۷۸        |
| Central East Anatolia | ۳٬۹۲۹٬۷۱۹         | ۸۰٬۵۵۳        | ۸۱٬۰۳۱        | ۸۳٬۵۲۴        | ۸۶٬۹۱۱        | ۸۴٬۹۲۹        | ۸۴٬۰۱۸        | ۸۴٬۳۴۴        | ۸۶٬۰۵۵        | ۸۶٬۸۱۲        |
| Southeast Anatolia    | ۸٬۸۴۷٬۹۸۰         | ۲۲۶٬۴۳۶       | ۲۲۵٬۰۰۶       | ۲۳۰٬۶۰۳       | ۲۳۴٬۵۸۹       | ۲۲۱٬۶۳۵       | ۲۲۱٬۰۲۴       | ۲۱۳٬۴۷۴       | ۲۱۲٬۰۰۸       | ۲۰۹٬۵۱۴       |

| Region                | Population (2018) | Deaths (2017) | Deaths (2016) | Deaths (2015) | Deaths (2014) | Deaths (2013) | Deaths (2012) | Deaths (2011) | Deaths (2010) |
| --------------------- | ----------------- | ------------- | ------------- | ------------- | ------------- | ------------- | ------------- | ------------- | ------------- |
| ترکیه                 | ۸۲٬۰۰۳٬۸۸۲        | ۴۲۵٬۷۸۱       | ۴۲۲٬۷۲۶       | ۴۰۵٬۳۶۵       | ۳۹۱٬۰۹۱       | ۳۷۲٬۹۲۰       | ۳۷۶٬۵۲۰       | ۳۷۵٬۳۶۷       | ۳۶۵٬۷۰۷       |
| İstanbul              | ۱۵٬۰۶۷٬۷۲۴        | ۶۳٬۲۷۳        | ۶۲٬۵۷۷        | ۶۰٬۰۷۷        | ۵۸٬۰۰۹        | ۵۴٬۷۶۶        | ۵۴٬۶۹۶        | ۵۳٬۱۰۹        | ۵۲٬۷۷۵        |
| West Marmara          | ۳٬۵۶۹٬۵۵۲         | ۲۷٬۲۱۲        | ۲۶٬۴۱۵        | ۲۶٬۱۴۴        | ۲۴٬۸۶۴        | ۲۳٬۲۲۸        | ۲۳٬۴۹۶        | ۲۳٬۱۶۱        | ۲۳٬۰۰۱        |
| Aegean                | ۱۰٬۵۱۴٬۲۰۰        | ۶۸٬۴۲۴        | ۶۷٬۶۹۱        | ۶۴٬۸۳۷        | ۶۱٬۱۲۶        | ۵۷٬۶۴۷        | ۶۰٬۲۳۴        | ۵۹٬۵۹۴        | ۵۶٬۶۲۷        |
| East Marmara          | ۷٬۹۶۸٬۱۳۵         | ۴۴٬۲۱۰        | ۴۳٬۶۲۴        | ۴۱٬۹۸۴        | ۴۰٬۰۰۷        | ۳۸٬۲۸۲        | ۳۸٬۲۲۰        | ۳۸٬۰۶۵        | ۳۷٬۵۰۰        |
| West Anatolia         | ۷٬۹۶۱٬۵۰۷         | ۳۸٬۸۷۳        | ۳۷٬۷۶۸        | ۳۵٬۸۱۰        | ۳۴٬۵۸۹        | ۳۳٬۲۱۷        | ۳۳٬۳۶۹        | ۳۳٬۰۷۶        | ۳۲٬۲۵۱        |
| Mediterranean         | ۱۰٬۴۶۱٬۴۰۹        | ۵۰٬۴۷۱        | ۵۰٬۲۲۷        | ۴۷٬۳۹۹        | ۴۵٬۴۳۹        | ۴۳٬۹۳۹        | ۴۳٬۴۰۴        | ۴۲٬۸۵۰        | ۴۱٬۷۷۷        |
| Central Anatolia      | ۴٬۰۶۴٬۹۵۷         | ۲۳٬۹۸۹        | ۲۳٬۹۱۳        | ۲۳٬۰۸۲        | ۲۲٬۳۷۹        | ۲۱٬۲۳۶        | ۲۱٬۰۴۹        | ۲۱٬۸۳۶        | ۲۱٬۲۷۲        |
| West Black Sea        | ۴٬۶۸۸٬۴۳۲         | ۳۴٬۷۱۸        | ۳۴٬۳۴۵        | ۳۳٬۳۵۲        | ۳۲٬۷۷۲        | ۳۱٬۰۰۷        | ۳۱٬۴۷۶        | ۳۱٬۶۱۹        | ۳۰٬۵۱۱        |
| East Black Sea        | ۲٬۷۱۹٬۱۱۳         | ۱۹٬۱۶۳        | ۱۸٬۳۲۶        | ۱۷٬۶۶۷        | ۱۷٬۲۹۲        | ۱۵٬۹۹۱        | ۱۶٬۵۰۴        | ۱۶٬۲۴۱        | ۱۵٬۵۵۳        |
| Northeast Anatolia    | ۲٬۲۱۱٬۰۵۴         | ۱۰٬۸۵۴        | ۱۰٬۹۹۴        | ۱۱٬۰۰۱        | ۱۰٬۷۸۷        | ۱۰٬۶۵۴        | ۱۱٬۰۵۲        | ۱۱٬۷۹۹        | ۱۰٬۸۷۹        |
| Central East Anatolia | ۳٬۹۲۹٬۷۱۹         | ۱۵٬۹۷۵        | ۱۶٬۰۶۸        | ۱۵٬۶۵۲        | ۱۵٬۴۴۱        | ۱۵٬۴۱۰        | ۱۵٬۴۱۹        | ۱۶٬۳۵۸        | ۱۵٬۹۳۶        |
| Southeast Anatolia    | ۸٬۸۴۷٬۹۸۰         | ۲۸٬۶۱۹        | ۳۰٬۷۷۸        | ۲۸٬۳۶۰        | ۲۸٬۳۸۶        | ۲۷٬۵۴۳        | ۲۷٬۶۰۱        | ۲۷٬۶۵۹        | ۲۷٬۶۲۵        |

### افزایش طبیعی براساس منطقه و سال
| Region                | Population (2018) | Natural Increase (2017) | Natural Increase (2016) | Natural Increase (2015) | Natural Increase (2014) | Natural Increase (2013) | Natural Increase (2012) | Natural Increase (2011) | Natural Increase (2010) |
| --------------------- | ----------------- | ----------------------- | ----------------------- | ----------------------- | ----------------------- | ----------------------- | ----------------------- | ----------------------- | ----------------------- |
| ترکیه                 | ۸۲٬۰۰۳٬۸۸۲        | ۸۶۵٬۲۷۴/۱۰٫۸            | ۸۸۷٬۶۳۶/۱۱٫۲            | ۹۲۸٬۱۲۷/۱۱٫۸            | ۹۵۴٬۲۷۷/۱۲٫۳            | ۹۱۸٬۵۳۱/۱۲٫۱            | ۹۱۴٬۳۸۷/۱۲٫۲            | ۸۷۱٬۱۵۸/۱۱٫۷            | ۸۹۴٬۶۸۷/۱۲٫۲            |
| İstanbul              | ۱۵٬۰۶۷٬۷۲۴        | ۱۶۸٬۳۰۳/۱۱٫۳            | ۱۷۶٬۶۲۹/۱۲٫۰            | ۱۸۲٬۴۰۳/۱۲٫۶            | ۱۸۴٬۱۰۹/۱۲٫۹            | ۱۷۴٬۵۰۸/۱۲٫۵            | ۱۷۱٬۸۹۸/۱۲٫۵            | ۱۶۰٬۳۳۲/۱۱٫۸            | ۱۶۱٬۰۴۶/۱۲٫۳            |
| West Marmara          | ۳٬۵۶۹٬۵۵۲         | ۱۳٬۵۴۷/۳٫۹              | ۱۴٬۰۰۳/۴٫۱              | ۱۴٬۲۰۳/۴٫۲              | ۱۵٬۲۳۴/۴٫۶              | ۱۵٬۵۶۵/۴٫۸              | ۱۵٬۰۲۱/۴٫۶              | ۱۳٬۸۹۷/۴٫۳              | ۱۳٬۲۸۳/۴٫۲              |
| Aegean                | ۱۰٬۵۱۴٬۲۰۰        | ۶۳٬۵۷۸/۶٫۲              | ۶۶٬۰۸۰/۶٫۵              | ۷۲٬۱۴۶/۷٫۲              | ۷۶٬۱۶۱/۷٫۷              | ۷۴٬۵۹۶/۷٫۵              | ۷۳٬۱۸۵/۷٫۵              | ۶۸٬۲۳۹/۷٫۰              | ۷۱٬۴۸۵/۷٫۴              |
| East Marmara          | ۷۹۶۸۱۳۵           | ۶۸٬۶۸۱/۸٫۹              | ۶۹٬۷۰۰/۹٫۲              | ۷۰٬۵۰۲/۹٫۵              | ۷۱٬۰۱۴/۹٫۸              | ۶۷٬۴۳۶/۹٫۴              | ۶۶٬۹۸۳/۹٫۵              | ۶۱٬۶۳۹/۹٫۰              | ۶۲٬۸۸۶/۹٫۳              |
| West Anatolia         | ۷٬۹۶۱٬۵۰۷         | ۷۵٬۴۵۸/۹٫۶              | ۷۸٬۳۱۹/۱۰٫۲             | ۸۱٬۶۸۱/۱۰٫۸             | ۸۲٬۷۰۵/۱۱٫۱             | ۷۹٬۳۲۴/۱۰٫۹             | ۷۷٬۹۱۰/۱۰٫۹             | ۷۴٬۹۵۰/۱۰٫۵             | ۷۴٬۶۷۰/۱۰٫۸             |
| Mediterranean         | ۱۰٬۴۶۱٬۴۰۹        | ۱۱۵٬۰۲۸/۱۱٫۳            | ۱۲۰٬۷۳۷/۱۱٫۹            | ۱۲۷٬۱۳۱/۱۲٫۷            | ۱۳۱٬۶۰۶/۱۳٫۴            | ۱۲۶٬۶۳۹/۱۳٫۱            | ۱۲۶٬۵۸۱/۱۳٫۳            | ۱۲۰٬۹۶۷/۱۲٫۸            | ۱۲۴٬۳۴۶/۱۳٫۳            |
| Central Anatolia      | ۴٬۰۶۴٬۹۵۷         | ۳۴٬۲۳۸/۸٫۶              | ۳۶٬۱۲۲/۹٫۲              | ۳۸٬۲۷۵/۹٫۹              | ۴۰٬۹۵۳/۱۰٫۵             | ۴۰٬۳۶۱/۱۰٫۴             | ۴۱٬۵۸۵/۱۰٫۸             | ۴۱٬۱۵۳/۱۰٫۷             | ۴۲٬۹۴۴/۱۱٫۲             |
| West Black Sea        | ۴٬۶۸۸٬۴۳۲         | ۱۷٬۸۰۱/۳٫۹              | ۱۹٬۲۵۳/۴٫۲              | ۲۱٬۵۸۳/۴٫۸              | ۲۴٬۲۷۱/۵٫۴              | ۲۶٬۳۳۰/۵٫۹              | ۲۶٬۹۰۱/۶٫۰              | ۲۶٬۸۹۲/۶٫۰              | ۳۰٬۸۸۲/۶٫۸              |
| East Black Sea        | ۲٬۷۱۹٬۱۱۳         | ۱۲٬۱۲۲/۴٫۶              | ۱۳٬۶۴۰/۵٫۳              | ۱۴٬۴۲۰/۵٫۶              | ۱۵٬۴۸۹/۶٫۰              | ۱۶٬۵۵۰/۶٫۵              | ۱۶٬۲۷۰/۶٫۵              | ۱۶٬۵۹۵/۶٫۶              | ۱۸٬۷۱۹/۷٫۴              |
| Northeast Anatolia    | ۲٬۲۱۱٬۰۵۴         | ۳۴٬۱۲۳/۱۵٫۶             | ۳۵٬۴۹۵/۱۶٫۱             | ۳۶٬۶۴۱/۱۶٫۶             | ۳۹٬۱۶۱/۱۷٫۷             | ۳۸٬۹۲۲/۱۷٫۶             | ۳۹٬۷۲۹/۱۷٫۸             | ۳۸٬۹۸۰/۱۷٫۵             | ۴۰٬۶۹۹/۱۸٫۰             |
| Central East Anatolia | ۳٬۹۲۹٬۷۱۹         | ۶۴٬۵۷۸/۱۶٫۸             | ۶۴٬۹۶۳/۱۷٫۰             | ۶۷٬۸۷۲/۱۷٫۸             | ۷۱٬۴۷۰/۱۸٫۸             | ۶۹٬۵۱۹/۱۸٫۵             | ۶۸٬۵۹۹/۱۸٫۴             | ۶۷٬۹۸۶/۱۸٫۴             | ۷۰٬۱۱۹/۱۹٫۲             |
| Southeast Anatolia    | ۸٬۸۴۷٬۹۸۰         | ۱۹۷٬۸۱۷/۲۳٫۱            | ۱۹۴٬۲۲۸/۲۳٫۰            | ۲۰۲٬۲۴۳/۲۴٫۳            | ۲۰۶٬۲۰۳/۲۵٫۲            | ۱۹۴٬۰۹۲/۲۴٫۲            | ۱۹۳٬۴۲۳/۲۴٫۵            | ۱۸۵٬۸۱۵/۲۴٫۱            | ۱۸۴٬۳۸۳/۲۴٫۵            |

### نرخ باروری تاریخی
Fertility Rate (TFR) (Wanted Fertility Rate) and CBR (Crude Birth Rate):
| Year | CBR (Total) | TFR (Total) | CBR (Urban) | TFR (Urban) | CBR (Rural) | TFR (Rural) |
| ---- | ----------- | ----------- | ----------- | ----------- | ----------- | ----------- |
| ۱۹۹۳ | ۲۲٬۹        | ۲٬۷ (۱٬۸)   | ۲۱٬۷        | ۲٬۴ (۱٬۷)   | ۲۴٬۰        | ۳٬۱ (۲٬۰)   |
| ۱۹۹۸ | ۲۳٬۴        | ۲٬۶۱ (۱٬۹)  | ۲۲٬۸        | ۲٬۳۹ (۱٬۹)  | ۲۴٬۷        | ۳٬۰۸ (۲٬۱)  |

Total fertility rate by region in Turkey by Turkish General Census (GNS) and Turkish population and health research (TNSA).
|                       | South-East | East | Mediterranean | Black Sea | Central | Aegean | Marmara | Turkey |
| --------------------- | ---------- | ---- | ------------- | --------- | ------- | ------ | ------- | ------ |
| TNSA 1978             |            | 6,31 | 3,77          | 4,99      | 4,26    |        | 2,89    | 4,33   |
| GNS 1980              | 4,61       | 4,64 | 3,50          | 3,65      | 3,76    | 2,81   | 2,73    | 3,41   |
| TNSA 1993             |            | 4,40 | 2,37          | 3,15      | 2,44    |        | 2,03    | 2,65   |
| TNSA 1998             |            | 4,19 | 2,55          | 2,68      | 2,56    |        | 2,03    | 2,61   |
| GNS 2000              | 4,31       | 3,72 | 2,43          | 2,28      | 2,29    | 1,96   | 1,88    | 2,53   |
| TNSA 2003             |            | 3,65 | 2,30          | 1,94      | 1,86    |        | 1,88    | 2,23   |
| GNS rural 2000        | 4,80       | 4,52 | 2,52          | 2,56      | 2,91    | 2,23   | 2,03    | 2,87   |
| GNS urban 2000        | 4,05       | 3,08 | 2,38          | 2,01      | 2,05    | 1,80   | 1,85    | 2,20   |
| GNS metropolitan 2000 | 3,81       | 2,34 | 2,41          | 1,87      | 1,89    | 1,60   | 1,83    | 2,03   |

### میزان باروری کل (TFR) براساس استان و سال
Figures from Turkish Statistical Institute (TurkStat):

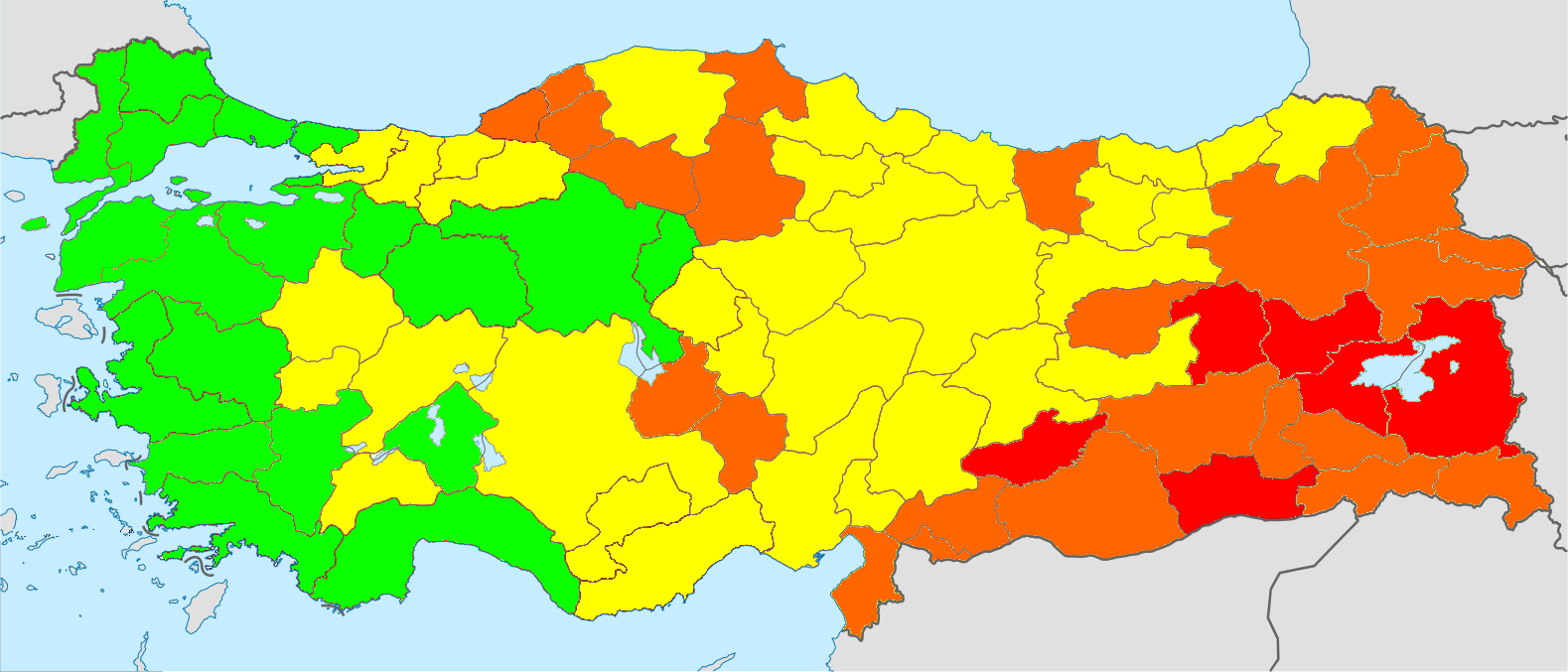
Turkey total fertility rate by province 1980

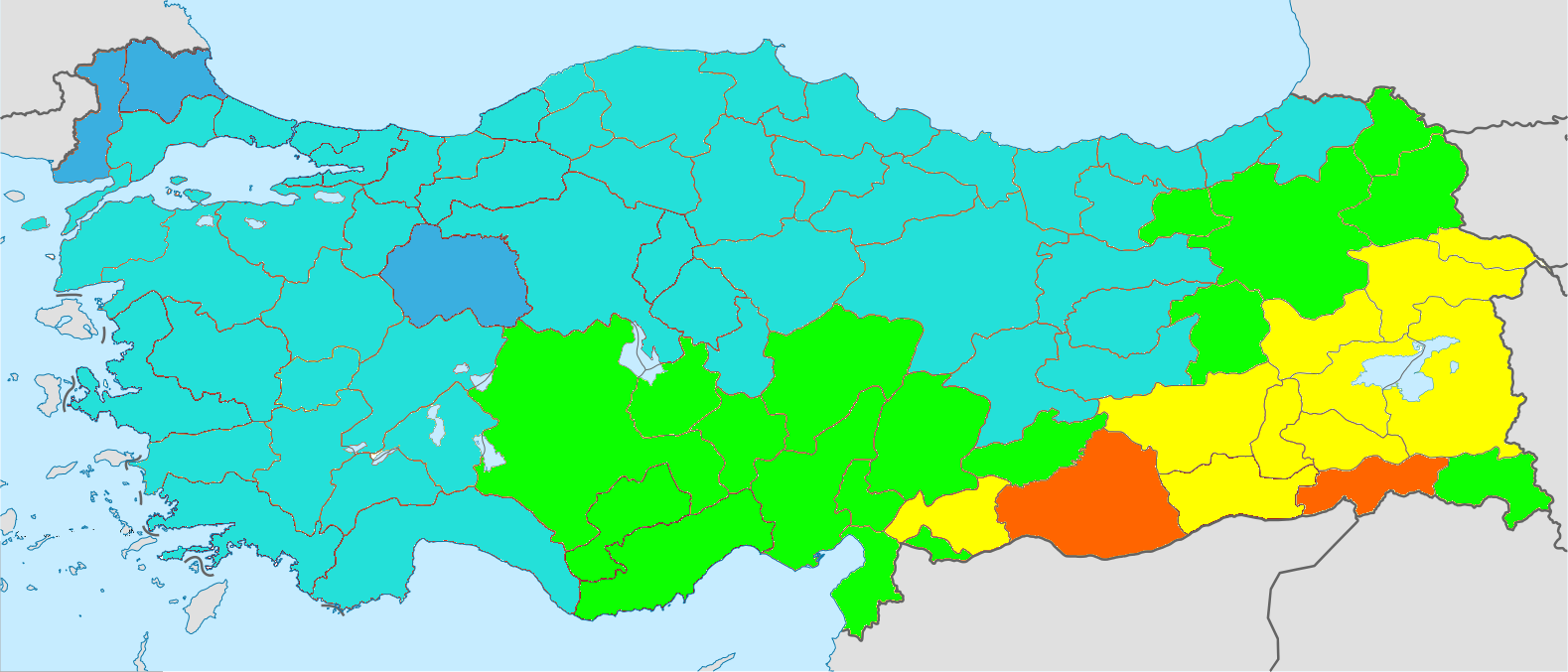
Turkey Total fertility rate by province (2013)

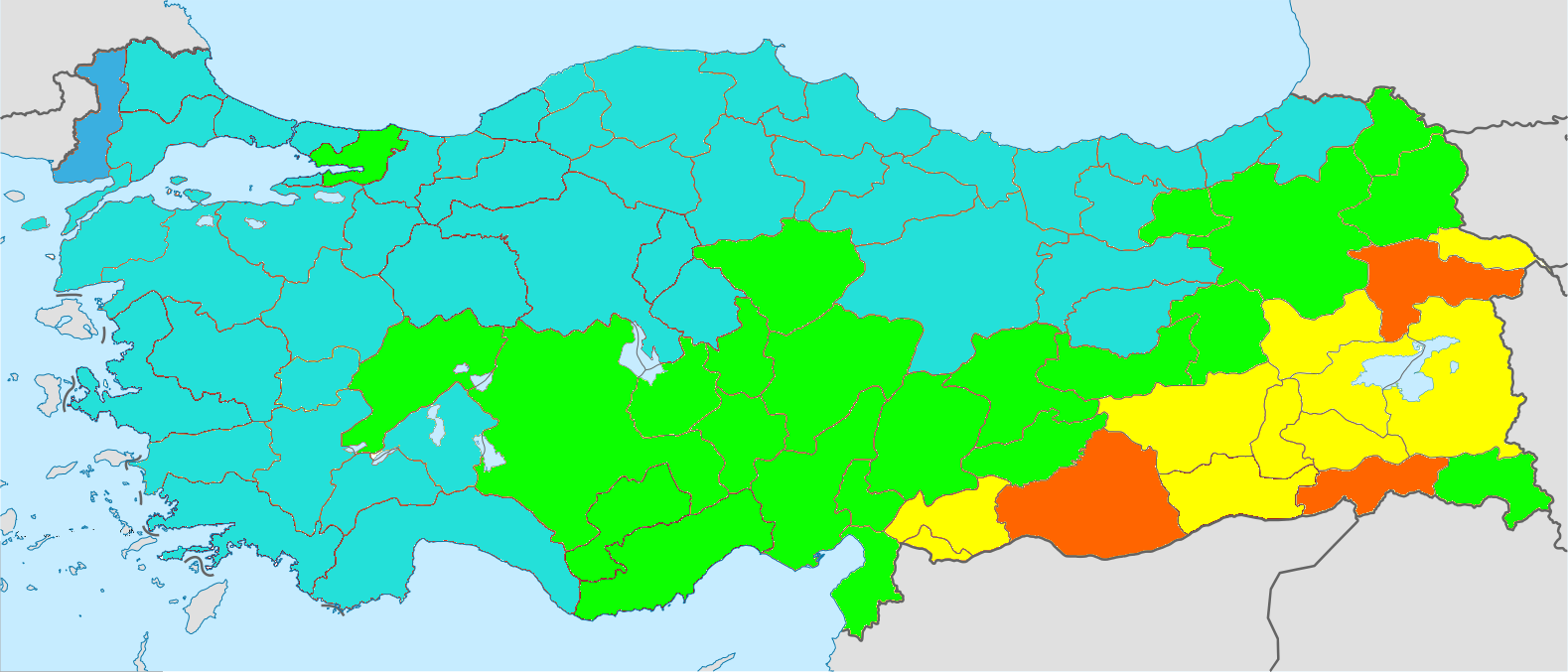
Turkey Total fertility rate by province (2014)

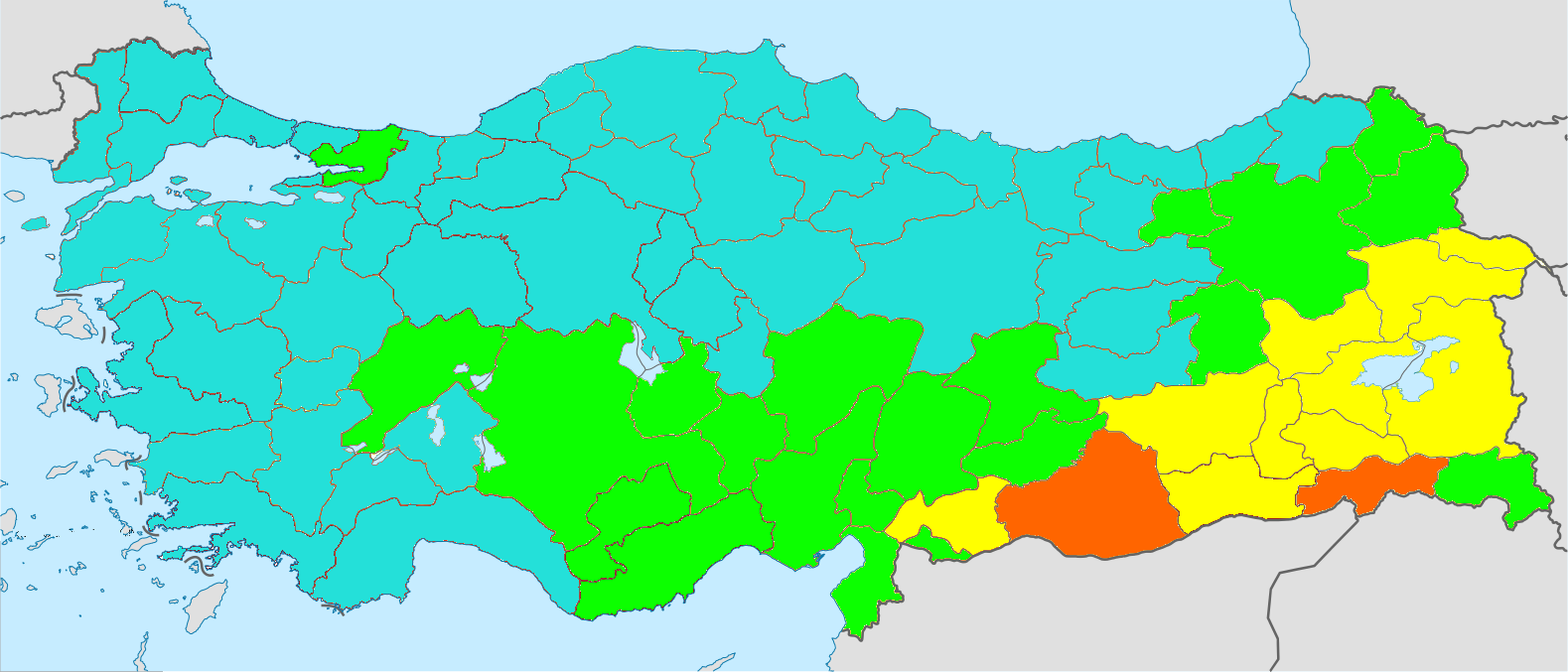
Turkey total fertility rate by province (2015)

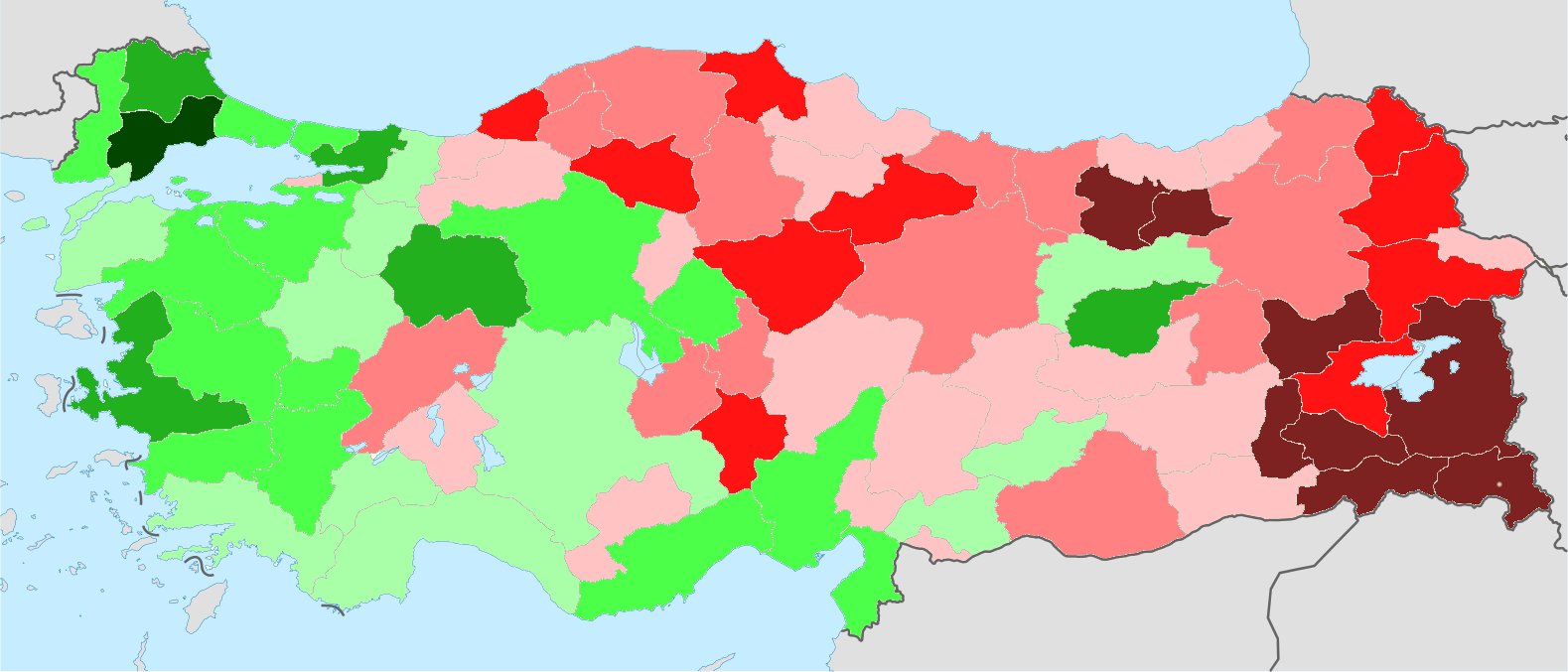
Turkey total fertility rate development by province 2009-2015

| 5 – 6 4 – 5 3 – 4 ۲ – ۳ ۱٫۵ – ۲ ۱ – ۱٫۵ |

| > ۱۲٪ 8 to ۱۲٪ 4 to ۸٪ 0 to 4% -4 to 0% -8 to -4% -12 to -8% < -۱۲٪ |

| Province              | Population (2018) | TFR (1980) | TFR (2000) | TFR (2009) | TFR (2010) | TFR (2011) | TFR (2012) | TFR (2013) | TFR (2014) | TFR (2015) | TFR (2016) | TFR (2017) | TFR (2018) |
| --------------------- | ----------------- | ---------- | ---------- | ---------- | ---------- | ---------- | ---------- | ---------- | ---------- | ---------- | ---------- | ---------- | ---------- |
| ترکیه                 | 82,003,882        |            |            | 2.12       | 2.08       | 2.05       | 2.11       | 2.10       | 2.18       | 2.15       | 2.11       | 2.07       | 1.99       |
| İstanbul              | 15,067,724        |            |            | 1.77       | 1.77       | 1.72       | 1.80       | 1.81       | 1.89       | 1.88       | 1.85       | 1.79       | 1.72       |
| West Marmara          | 3,569,552         |            |            | 1.54       | 1.54       | 1.57       | 1.63       | 1.64       | 1.69       | 1.69       | 1.68       | 1.69       | 1.66       |
| استان تکیرداغ         | 1,029,927         |            | 1.83       | 1.69       | 1.67       | 1.72       | 1.79       | 1.82       | 1.88       | 1.94       | 1.93       | 1.93       | 1.92       |
| استان ادرنه           | 411,528           | 2.41       | 1.66       | 1.43       | 1.39       | 1.45       | 1.51       | 1.49       | 1.46       | 1.54       | 1.48       | 1.46       | 1.43       |
| استان قرقلرایلی       | 360,860           |            | 1.70       | 1.38       | 1.39       | 1.35       | 1.45       | 1.45       | 1.56       | 1.55       | 1.48       | 1.53       | 1.48       |
| استان بالیکسیر        | 1,226,575         |            | 1.95       | 1.53       | 1.56       | 1.58       | 1.62       | 1.65       | 1.71       | 1.65       | 1.67       | 1.66       | 1.63       |
| استان چناق‌قلعه        | 540,662           |            | 1.68       | 1.50       | 1.44       | 1.53       | 1.58       | 1.52       | 1.57       | 1.55       | 1.56       | 1.57       | 1.56       |
| Aegean                | 10,514,200        |            |            | 1.69       | 1.66       | 1.66       | 1.74       | 1.73       | 1.80       | 1.80       | 1.76       | 1.74       | 1.67       |
| استان ازمیر           | 4,320,519         |            | 1.75       | 1.57       | 1.54       | 1.56       | 1.66       | 1.64       | 1.72       | 1.72       | 1.68       | 1.65       | 1.59       |
| استان آیدین           | 1,097,746         |            | 2.12       | 1.74       | 1.71       | 1.69       | 1.82       | 1.79       | 1.84       | 1.85       | 1.82       | 1.87       | 1.78       |
| استان دنیزلی          | 1,027,782         |            | 2.19       | 1.73       | 1.66       | 1.70       | 1.74       | 1.76       | 1.87       | 1.86       | 1.80       | 1.79       | 1.71       |
| استان موغله           | 967,487           |            | 1.94       | 1.71       | 1.70       | 1.67       | 1.76       | 1.73       | 1.76       | 1.77       | 1.73       | 1.69       | 1.64       |
| استان مانیسا          | 1,429,643         |            | 2.14       | 1.78       | 1.77       | 1.79       | 1.86       | 1.89       | 1.94       | 1.93       | 1.91       | 1.86       | 1.83       |
| استان افیون قره‌حصار   | 725,568           | 3.74       | 2.82       | 2.06       | 2.01       | 2.01       | 2.03       | 1.98       | 2.09       | 2.08       | 2.00       | 1.95       | 1.87       |
| استان کوتاهیه         | 577,941           |            | 2.19       | 1.55       | 1.60       | 1.53       | 1.55       | 1.52       | 1.58       | 1.59       | 1.52       | 1.50       | 1.43       |
| استان عشاق            | 367,514           |            | 2.18       | 1.64       | 1.67       | 1.64       | 1.74       | 1.76       | 1.79       | 1.74       | 1.68       | 1.69       | 1.59       |
| East Marmara          | 7,968,135         |            |            | 1.77       | 1.74       | 1.71       | 1.80       | 1.80       | 1.88       | 1.89       | 1.89       | 1.86       | 1.83       |
| استان بورسا           | 2,994,521         |            | 1.98       | 1.78       | 1.77       | 1.73       | 1.85       | 1.85       | 1.90       | 1.92       | 1.91       | 1.88       | 1.86       |
| استان اسکی‌شهر         | 871,187           |            | 1.74       | 1.40       | 1.38       | 1.38       | 1.46       | 1.48       | 1.57       | 1.56       | 1.54       | 1.54       | 1.49       |
| استان بیله‌جک          | 223,448           |            | 1.98       | 1.71       | 1.67       | 1.63       | 1.75       | 1.77       | 1.78       | 1.72       | 1.74       | 1.70       | 1.69       |
| استان قوجاایلی        | 1,906,391         | 3.23       | 2.13       | 1.90       | 1.87       | 1.82       | 1.91       | 1.91       | 2.04       | 2.07       | 2.04       | 2.01       | 1.96       |
| استان سقاریه          | 1,010,700         |            | 2,23       | 1.87       | 1.82       | 1.78       | 1.85       | 1.83       | 1.91       | 1.93       | 1.95       | 1.94       | 1.94       |
| استان دوزجه           | 387,844           |            | 2.18       | 1.87       | 1.83       | 1.82       | 1.81       | 1.87       | 1.90       | 1.86       | 1.90       | 1.83       | 1.77       |
| استان بولی            | 311,810           |            | 1.93       | 1.60       | 1.57       | 1.64       | 1.59       | 1.64       | 1.66       | 1.60       | 1.62       | 1.56       | 1.52       |
| استان یالوا           | 262,234           |            | 1.93       | 1.78       | 1.64       | 1.62       | 1.72       | 1.69       | 1.81       | 1.78       | 1.88       | 1.82       | 1.75       |
| West Anatolia         | 7,961,507         |            |            | 1.83       | 1.80       | 1.79       | 1.83       | 1.85       | 1.91       | 1.90       | 1.86       | 1.83       | 1.77       |
| استان آنکارا          | 5,503,985         |            | 1.90       | 1.68       | 1.66       | 1.65       | 1.68       | 1.71       | 1.77       | 1.77       | 1.73       | 1.71       | 1.65       |
| استان قونیه           | 2,205,609         |            | 3.00       | 2.14       | 2.12       | 2.13       | 2.18       | 2.18       | 2.25       | 2.20       | 2.18       | 2.11       | 2.06       |
| استان قرامان          | 251,913           |            | 2.77       | 2.15       | 1.95       | 1.98       | 2.02       | 2.09       | 2.04       | 2.12       | 2.09       | 2.06       | 1.94       |
| Mediterranean         | 10,461,409        |            |            | 2.20       | 2.18       | 2.14       | 2.23       | 2.24       | 2.32       | 2.28       | 2.24       | 2.16       | 2.07       |
| استان آنتالیا         | 2,426,356         |            | 1.93       | 1.91       | 1.87       | 1.84       | 1.93       | 1.91       | 1.96       | 1.98       | 1.93       | 1.82       | 1.74       |
| استان اسپارتا         | 441,412           |            | 2.04       | 1.76       | 1.66       | 1.66       | 1.72       | 1.70       | 1.75       | 1.72       | 1.72       | 1.76       | 1.62       |
| استان بوردور          | 269,926           |            | 2.12       | 1.74       | 1.73       | 1.68       | 1.66       | 1.68       | 1.79       | 1.79       | 1.74       | 1.66       | 1.58       |
| استان آدانا           | 2,220,125         |            | 2.68       | 2.18       | 2.14       | 2.12       | 2.21       | 2.25       | 2.34       | 2.32       | 2.26       | 2.22       | 2.12       |
| استان مرسین           | 1,814,468         |            | 2.38       | 2.03       | 2.04       | 2.00       | 2.12       | 2.11       | 2.20       | 2.17       | 2.14       | 2.07       | 2.02       |
| استان ختای            | 1,609,856         |            | 2.97       | 2.57       | 2.54       | 2.51       | 2.63       | 2.62       | 2.82       | 2.74       | 2.69       | 2.58       | 2.49       |
| استان قهرمان‌مرعش      | 1,144,851         |            | 3.54       | 2.70       | 2.68       | 2.66       | 2.68       | 2.74       | 2.74       | 2.64       | 2.60       | 2.53       | 2.38       |
| استان عثمانیه         | 534,415           |            | 2.95       | 2.55       | 2.57       | 2.40       | 2.51       | 2.51       | 2.59       | 2.50       | 2.43       | 2.39       | 2.26       |
| Central Anatolia      | 4,064,957         |            |            | 2.16       | 2.08       | 2.06       | 2.07       | 2.06       | 2.13       | 2.08       | 2.03       | 1.96       | 1.87       |
| استان قرق‌قلعه         | 286,602           |            | 2.39       | 1.77       | 1.70       | 1.60       | 1.59       | 1.65       | 1.69       | 1.72       | 1.69       | 1.68       | 1.59       |
| استان آق‌سرای          | 412,172           |            | 2.85       | 2.42       | 2.35       | 2.34       | 2.30       | 2.29       | 2.35       | 2.30       | 2.21       | 2.14       | 2.10       |
| استان نیغده           | 364,707           |            | 2.98       | 2.40       | 2.28       | 2.23       | 2.32       | 2.25       | 2.33       | 2.19       | 2.20       | 2.08       | 1.99       |
| استان نوشهر           | 298,339           |            | 2.55       | 2.10       | 1.98       | 1.97       | 1.98       | 1.94       | 2.10       | 1.98       | 1.93       | 1.85       | 1.78       |
| استان قرشهر           | 241,868           |            | 2.40       | 1.72       | 1.69       | 1.69       | 1.75       | 1.78       | 1.86       | 1.82       | 1.78       | 1.74       | 1.72       |
| استان قیصریه          | 1,389,680         |            | 2.62       | 2.21       | 2.14       | 2.16       | 2.18       | 2.17       | 2.25       | 2.19       | 2.13       | 2.02       | 1.96       |
| استان سیواس           | 646,608           |            | 2.76       | 2.07       | 2.02       | 1.99       | 1.99       | 1.94       | 1.99       | 1.98       | 1.95       | 1.92       | 1.77       |
| استان یوزغاد          | 424,981           |            | 2.84       | 2.25       | 2.07       | 2.04       | 2.03       | 1.97       | 2.06       | 2.06       | 1.98       | 1.92       | 1.78       |
| West Black Sea        | 4,688,432         |            |            | 1.84       | 1.79       | 1.74       | 1.77       | 1.76       | 1.77       | 1.73       | 1.69       | 1.66       | 1.63       |
| استان زونگولداغ       | 599,698           |            | 1.93       | 1.71       | 1.65       | 1.58       | 1.62       | 1.59       | 1.60       | 1.56       | 1.50       | 1.48       | 1.43       |
| استان قره‌بوک          | 248,014           |            | 1.99       | 1.67       | 1.60       | 1.62       | 1.54       | 1.59       | 1.56       | 1.57       | 1.46       | 1.50       | 1.49       |
| استان بارتین          | 198,999           |            | 2.11       | 1.68       | 1.67       | 1.61       | 1.50       | 1.57       | 1.69       | 1.58       | 1.54       | 1.45       | 1.47       |
| استان قسطمونی         | 383,373           | 3.44       | 2.18       | 1.70       | 1.69       | 1.64       | 1.69       | 1.68       | 1.59       | 1.63       | 1.59       | 1.50       | 1.54       |
| استان چانقری          | 216,262           |            | 2.27       | 1.97       | 1.93       | 1.91       | 1.84       | 1.78       | 1.86       | 1.78       | 1.84       | 1.75       | 1.68       |
| استان سینوپ           | 219,733           | 4.35       | 2.48       | 1.91       | 1.81       | 1.77       | 1.84       | 1.75       | 1.79       | 1.72       | 1.70       | 1.70       | 1.61       |
| استان سامسون          | 1,335,716         |            | 2.55       | 1.87       | 1.81       | 1.77       | 1.83       | 1.83       | 1.85       | 1.82       | 1.79       | 1.78       | 1.74       |
| استان توقات           | 612,646           |            | 3.06       | 1.95       | 1.92       | 1.83       | 1.79       | 1.82       | 1.82       | 1.74       | 1.70       | 1.66       | 1.63       |
| استان چوروم           | 536,483           |            | 2.66       | 1.93       | 1.90       | 1.86       | 1.96       | 1.89       | 1.97       | 1.85       | 1.86       | 1.79       | 1.73       |
| استان آماسیه          | 337,508           |            | 2.34       | 1.80       | 1.75       | 1.71       | 1.75       | 1.78       | 1.75       | 1.80       | 1.70       | 1.71       | 1.66       |
| East Black Sea        | 2,719,113         |            |            | 1.86       | 1.81       | 1.77       | 1.78       | 1.77       | 1.80       | 1.78       | 1.76       | 1.71       | 1.68       |
| استان ترابزون         | 807,903           |            | 2.10       | 1.87       | 1.82       | 1.78       | 1.80       | 1.79       | 1.84       | 1.86       | 1.85       | 1.82       | 1.79       |
| استان اردو            | 771,932           |            | 2.81       | 1.94       | 1.89       | 1.84       | 1.86       | 1.85       | 1.89       | 1.83       | 1.83       | 1.80       | 1.71       |
| استان گره‌سون          | 453,912           |            | 2.31       | 1.74       | 1.74       | 1.65       | 1.66       | 1.64       | 1.65       | 1.64       | 1.56       | 1.55       | 1.54       |
| استان ریزه            | 348,608           |            | 2.01       | 1.80       | 1.76       | 1.75       | 1.73       | 1.80       | 1.79       | 1.79       | 1.79       | 1.75       | 1.76       |
| استان آرتوین          | 174,010           |            | 2.24       | 1.73       | 1.72       | 1.67       | 1.78       | 1.73       | 1.78       | 1.74       | 1.77       | 1.72       | 1.64       |
| استان گوموش‌خانه       | 162,748           |            | 2.92       | 2.09       | 1.88       | 1.89       | 1.84       | 1.84       | 1.84       | 1.72       | 1.60       | 1.31       | 1.30       |
| Northeast Anatolia    | 2,211,054         |            |            | 2.91       | 2.97       | 2.90       | 2.90       | 2.85       | 2.90       | 2.79       | 2.71       | 2.62       | 2.43       |
| استان ارزروم          | 767,848           |            | 3.51       | 2.51       | 2.49       | 2.50       | 2.50       | 2.49       | 2.60       | 2.51       | 2.45       | 2.40       | 2.24       |
| استان ارزنجان         | 236,034           |            | 2.54       | 1.82       | 1.82       | 1.91       | 1.88       | 1.89       | 1.82       | 1.82       | 1.89       | 1.72       | 1.63       |
| استان بایبورد         | 82,274            |            | 3.29       | 2.38       | 2.31       | 2.16       | 2.30       | 2.13       | 2.18       | 2.09       | 1.95       | 1.82       | 1.83       |
| استان آغری            | 539,657           |            | 5.49       | 4.22       | 4.38       | 4.13       | 4.11       | 4.00       | 4.03       | 3.83       | 3.71       | 3.60       | 3.26       |
| استان قارص            | 288,878           |            | 3.76       | 2.90       | 3.05       | 2.88       | 2.92       | 2.74       | 2.75       | 2.64       | 2.58       | 2.53       | 2.34       |
| استان ایغدیر          | 197,456           |            | 4.17       | 3.06       | 3.16       | 3.12       | 3.10       | 3.21       | 3.19       | 3.05       | 2.97       | 2.80       | 2.68       |
| استان اردهان          | 98,907            |            | 2.95       | 2.35       | 2.25       | 2.25       | 2.21       | 2.11       | 2.24       | 2.17       | 2.00       | 2.05       | 1.91       |
| Central East Anatolia | 3,929,719         |            |            | 3.00       | 2.95       | 2.85       | 2.82       | 2.82       | 2.87       | 2.75       | 2.66       | 2.63       | 2.51       |
| استان ملطیه           | 797,036           | 3.66       | 2.56       | 2.08       | 2.06       | 1.99       | 1.99       | 1.96       | 2.05       | 2.01       | 1.98       | 1.99       | 1.90       |
| استان الازیغ          | 595,638           |            | 2.52       | 2.02       | 1.98       | 1.98       | 1.97       | 1.93       | 2.03       | 1.98       | 1.95       | 1.94       | 1.85       |
| استان بینگول          | 281,205           |            | 3.56       | 2.56       | 2.55       | 2.52       | 2.49       | 2.49       | 2.62       | 2.42       | 2.43       | 2.37       | 2.36       |
| استان تونج‌ایلی        | 88,198            | 4.87       | 1.90       | 1.56       | 1.47       | 1.50       | 1.53       | 1.55       | 1.62       | 1.68       | 1.57       | 1.56       | 1.63       |
| استان وان             | 1,123,784         |            | 6.00       | 3.93       | 3.84       | 3.66       | 3.58       | 3.64       | 3.54       | 3.37       | 3.19       | 3.14       | 2.95       |
| استان موش             | 407,992           |            | 4.18       | 3.93       | 3.94       | 3.66       | 3.65       | 3.59       | 3.71       | 3.48       | 3.36       | 3.39       | 3.23       |
| استان بیتلیس          | 349,396           | 6.01       | 5.03       | 3.80       | 3.71       | 3.52       | 3.49       | 3.44       | 3.47       | 3.40       | 3.29       | 3.22       | 3.06       |
| استان حکاری           | 286,470           |            | 6.69       | 3.35       | 3.18       | 3.14       | 2.99       | 3.01       | 3.02       | 2.74       | 2.57       | 2.52       | 2.36       |
| Southeast Anatolia    | 8,847,980         |            |            | 3.59       | 3.57       | 3.48       | 3.53       | 3.48       | 3.62       | 3.51       | 3.37       | 3.34       | 3.21       |
| استان غازی عینتاب     | 2,028,563         |            | 3.83       | 3.15       | 3.07       | 3.04       | 3.15       | 3.16       | 3.28       | 3.18       | 3.05       | 2.91       | 2.83       |
| استان آدیامان         | 624,513           |            | 3.66       | 2.76       | 2.79       | 2.77       | 2.79       | 2.75       | 2.90       | 2.87       | 2.77       | 2.78       | 2.68       |
| استان کیلیس           | 142,541           |            | 3.54       | 2.93       | 3.01       | 2.83       | 2.99       | 2.96       | 3.11       | 3.01       | 2.84       | 2.78       | 2.72       |
| استان شانلی‌اورفه      | 2,035,809         |            | 4.83       | 4.57       | 4.58       | 4.46       | 4.47       | 4.41       | 4.57       | 4.41       | 4.34       | 4.29       | 4.13       |
| استان دیاربکر         | 1,732,396         |            | 4.51       | 3.23       | 3.24       | 3.19       | 3.23       | 3.16       | 3.30       | 3.22       | 3.13       | 3.12       | 2.96       |
| استان ماردین          | 829,195           |            | 4.98       | 3.46       | 3.53       | 3.35       | 3.46       | 3.33       | 3.54       | 3.45       | 3.24       | 3.25       | 3.12       |
| استان باتمان          | 599,103           |            | 5.27       | 3.70       | 3.64       | 3.43       | 3.42       | 3.34       | 3.41       | 3.25       | 3.10       | 3.07       | 2.90       |
| استان شرناق           | 524,190           |            | 7.06       | 4.69       | 4.51       | 4.26       | 4.21       | 4.18       | 4.25       | 4.07       | 3.48       | 3.72       | 3.60       |
| استان سعرد            | 331,670           |            | 6.05       | 4.23       | 4.12       | 3.96       | 3.85       | 3.70       | 3.89       | 3.56       | 3.47       | 3.32       | 3.16       |

### ساختار جمعیت
Structure of the population (2015):
| Age Group | Male       | Female     | Total      | Percent |
| --------- | ---------- | ---------- | ---------- | ------- |
| Total     | 39,511,191 | 39,229,862 | 78,741,053 | 100     |
| 0–4       | 3,275,520  | 3,105,996  | 6,381,516  | 8.10    |
| 5–9       | 3,252,811  | 3,084,908  | 6,337,719  | 8.05    |
| 10–14     | 3,166,860  | 3,000,125  | 6,166,985  | 7.83    |
| 15–19     | 3,382,363  | 3,203,137  | 6,585,500  | 8.36    |
| 20–24     | 3,224,168  | 3,089,999  | 6,314,167  | 8.02    |
| 25–29     | 3,178,350  | 3,084,899  | 6,263,249  | 7.95    |
| 30–34     | 3,252,171  | 3,175,879  | 6,428,150  | 8.16    |
| 35–39     | 3,134,041  | 3,069,282  | 6,203,323  | 7.88    |
| 40–44     | 2,788,425  | 2,764,155  | 5,552,580  | 7.05    |
| 45–49     | 2,337,087  | 2,252,992  | 4,590,079  | 5.83    |
| 50–54     | 2,317,534  | 2,315,375  | 4,632,909  | 5.88    |
| 55–59     | 1,843,354  | 1,837,816  | 3,681,170  | 4.68    |
| 60–64     | 1,515,065  | 1,593,402  | 3,108,467  | 3.95    |
| 65–69     | 1,100,734  | 1,255,651  | 2,356,385  | 2.99    |
| 70–74     | 737,892    | 888,292    | 1,626,184  | 2.07    |
| 75–79     | 501,411    | 682,335    | 1,183,746  | 1.50    |
| 80–84     | 339,904    | 470,584    | 810,488    | 1.03    |
| 85–89     | 128,879    | 261,571    | 390,450    | 0.50    |
| 90+       | 34,622     | 93,364     | 127,986    | 0.16    |

| Age group | Male       | Female     | Total      | Percent |
| --------- | ---------- | ---------- | ---------- | ------- |
| 0–14      | 9,695,191  | 9,191,029  | 18,886,220 | 23.99   |
| 15–64     | 26,972,558 | 26,387,036 | 53,359,594 | 67.77   |
| 65+       | 2,843,442  | 3,651,797  | 6,495,239  | 8.25    |

Structure of the population (2016):
| Age Group | Male       | Female     | Total      | Percent |
| --------- | ---------- | ---------- | ---------- | ------- |
| Total     | 40,043,650 | 39,771,221 | 79,814,871 | 100     |
| 0–4       | 3,314,542  | 3,144,753  | 6,459,295  | 8.09    |
| 5–9       | 3,253,345  | 3,084,099  | 6,337,444  | 7.94    |
| 10–14     | 3,147,133  | 2,981,910  | 6,129,043  | 7.68    |
| 15–19     | 3,400,443  | 3,222,876  | 6,623,319  | 8.30    |
| 20–24     | 3,247,764  | 3,117,959  | 6,365,723  | 7.98    |
| 25–29     | 3,169,360  | 3,076,681  | 6,246,041  | 7.83    |
| 30–34     | 3,196,645  | 3,113,766  | 6,310,411  | 7.91    |
| 35–39     | 3,275,175  | 3,219,158  | 6,494,333  | 8.14    |
| 40–44     | 2,833,655  | 2,800,662  | 5,634,317  | 7.06    |
| 45–49     | 2,412,875  | 2,335,639  | 4,748,514  | 5.95    |
| 50–54     | 2,381,640  | 2,374,604  | 4,756,244  | 5.96    |
| 55-59     | 1,855,171  | 1,860,565  | 3,715,736  | 4.66    |
| 60–64     | 1,636,510  | 1,706,438  | 3,342,948  | 4.19    |
| 65–69     | 1,132,464  | 1,280,073  | 2,412,537  | 3.02    |
| 70–74     | 763,121    | 917,371    | 1,680,492  | 2.11    |
| 75–79     | 512,607    | 689,443    | 1,202,050  | 1.51    |
| 80–84     | 336,206    | 473,119    | 809,325    | 1.01    |
| 85–89     | 136,238    | 265,520    | 401,758    | 0.50    |
| 90+       | 38,756     | 106,585    | 145,341    | 0.18    |

| Age group | Male       | Female     | Total      | Percent |
| --------- | ---------- | ---------- | ---------- | ------- |
| 0–14      | 9,715,020  | 9,210,762  | 18,925,782 | 23.71   |
| 15–64     | 27,409,238 | 26,828,348 | 54,237,586 | 67.95   |
| 65+       | 2,919,392  | 3,732,111  | 6,651,503  | 8.33    |

Structure of the population (2017):
| Age Group | Male       | Female     | Total      | Percent |
| --------- | ---------- | ---------- | ---------- | ------- |
| Total     | 40 535 135 | 40 275 390 | 80 810 525 | 100     |
| 0–4       | 3 326 591  | 3 155 258  | 6 481 849  | 8.02    |
| 5–9       | 3 254 177  | 3 086 592  | 6 340 769  | 7.85    |
| 10–14     | 3 188 333  | 3 022 537  | 6 210 870  | 7.69    |
| 15–19     | 3 351 043  | 3 175 544  | 6 526 587  | 8.08    |
| 20–24     | 3 294 336  | 3 162 174  | 6 456 510  | 7.99    |
| 25–29     | 3 163 889  | 3 067 653  | 6 231 542  | 7.71    |
| 30–34     | 3 189 075  | 3 107 849  | 6 296 924  | 7.79    |
| 35–39     | 3 308 413  | 3 252 283  | 6 560 696  | 8.12    |
| 40–44     | 2 891 799  | 2 849 020  | 5 740 819  | 7.10    |
| 45–49     | 2 556 364  | 2 498 790  | 5 055 154  | 6.26    |
| 50–54     | 2 349 139  | 2 326 316  | 4 675 455  | 5.79    |
| 55-59     | 1 977 328  | 1 989 399  | 3 966 727  | 4.91    |
| 60–64     | 1 651 215  | 1 720 023  | 3 371 238  | 4.17    |
| 65–69     | 1 188 986  | 1 322 918  | 2 511 904  | 3.11    |
| 70–74     | 784 614    | 952 653    | 1 737 267  | 2.15    |
| 75–79     | 533 757    | 715 428    | 1 249 185  | 1.55    |
| 80–84     | 330 240    | 471 436    | 801 676    | 0.99    |
| 85–89     | 152 317    | 282 516    | 434 833    | 0.54    |
| 90+       | 43 519     | 117 001    | 160 520    | 0.20    |

| Age group | Male       | Female     | Total      | Percent |
| --------- | ---------- | ---------- | ---------- | ------- |
| 0–14      | 9 769 101  | 9 264 387  | 19 033 488 | 23.55   |
| 15–64     | 27 732 601 | 27 149 051 | 54 881 652 | 67.91   |
| 65+       | 3 033 433  | 3 861 952  | 6 895 385  | 8.53    |

Structure of the population (2018):
| Age Group | Male       | Female     | Total      | Percent |
| --------- | ---------- | ---------- | ---------- | ------- |
| Total     | 41 139 980 | 40 863 902 | 82 003 882 | 100     |
| 0–4       | 3 327 780  | 3 157 206  | 6 484 986  | 7.91%   |
| 5–9       | 3 264 608  | 3 094 412  | 6 358 920  | 7.75%   |
| 10–14     | 3 254 277  | 3 086 146  | 6 340 423  | 7.73%   |
| 15–19     | 3 299 449  | 3 124 818  | 6 424 267  | 7.83%   |
| 20–24     | 3 347 297  | 3 199 832  | 6 547 129  | 7.98%   |
| 25–29     | 3 190 023  | 3 086 446  | 6 276 469  | 7.65%   |
| 30–34     | 3 205 205  | 3 127 948  | 6 333 153  | 7.72%   |
| 35–39     | 3 316 603  | 3 259 469  | 6 576 072  | 8.02%   |
| 40–44     | 2 953 329  | 2 892 697  | 5 846 026  | 7.13%   |
| 45–49     | 2 670 183  | 2 640 524  | 5 310 707  | 6.48%   |
| 50–54     | 2 372 182  | 2 329 142  | 4 701 324  | 5.73%   |
| 55-59     | 2 076 882  | 2 095 459  | 4 172 341  | 5.09%   |
| 60–64     | 1 692 130  | 1 753 731  | 3 445 861  | 4.20%   |
| 65–69     | 1 245 979  | 1 366 228  | 2 612 207  | 3.19%   |
| 70–74     | 835 353    | 1 021 569  | 1 856 922  | 2.26%   |
| 75–79     | 539 825    | 722 725    | 1 262 550  | 1.54%   |
| 80–84     | 318 882    | 474 854    | 793 736    | 0.97%   |
| 85–89     | 182 957    | 302 957    | 485 914    | 0.59%   |
| 90+       | 47 136     | 127 739    | 174 875    | 0.21%   |

| Age group | Male       | Female     | Total      | Percent |
| --------- | ---------- | ---------- | ---------- | ------- |
| 0–14      | 9 846 565  | 9 337 764  | 19 184 329 | 23.39%  |
| 15–64     | 28 123 283 | 27 510 066 | 55 633 349 | 67.84%  |
| 65+       | 3 170 132  | 4 016 072  | 7 186 204  | 8.76%   |

## مهاجرت
مهاجرت به ترکیه فرایندی است که توسط آن افراد برای اقامت در این کشور به ترکیه مهاجرت می‌کنند. پس از فروپاشی امپراطوری عثمانی و زیر جنگ استقلال ترکیه، یک مهاجرت توسط بخش بزرگی از ترک تباران و مسلمانان از بالکان (ترکان بالکان، آلبانی، بوسنی، پوماکها)، قفقاز (آبخاریها، آجاری‌ها، ' چرکس '، چچن‌ها '، کریمه (تاتار تبارهای کریمه) و کرت (ترک‌های کرت) به ترکیه امروزی پناه بردند و ویژگی‌های اساسی این کشور را شکل دادند. روند مهاجرت به سمت ترکیه تا به امروز ادامه دارد، گرچه انگیزه‌ها متنوع تر است و معمولاً مطابق با الگوهای جنبش مهاجرت جهانی است — به عنوان مثال ترکیه مهاجران اقتصادی زیادی را از کشورهای اطراف مانند ارمنستان، مولداوی، گرجستان دریافت می‌کند. از ایران و آذربایجان، همچنین از آسیای میانه نیز هستند. بحران مهاجرت ترکیه دوره ای در سال ۲۰۱۰ است که با تعداد زیادی از مردم وارد ترکیه می‌شوند.

## مهاجرت داخلی
| ناحیه‌ها               | استانبول   | مرمره غربی | اژه       | مرمره شرقی | آناتولی غربی | مدیترانه  | آناتولی مرکزی | دریای سیاه غربی | دریای سیاه شرقی | آناتولی شمال شرقی | آناتولی شرقی مرکزی | آناتولی جنوب شرقی | مجموع جمعیت |
| --------------------- | ---------- | ---------- | --------- | ---------- | ------------ | --------- | ------------- | --------------- | --------------- | ----------------- | ------------------ | ----------------- | ----------- |
| İstanbul              | 2,162,588  | 79,009     | 72,123    | 84,689     | 38,802       | 38,673    | 4,858         | 11,976          | 9,147           | 3,533             | 3,667              | 4,754             | 2,513,819   |
| West Marmara          | 523,725    | 2,378,938  | 187,256   | 135,364    | 44,409       | 27,376    | 5,140         | 10,238          | 4,513           | 5,273             | 7,110              | 8,861             | 3,338,203   |
| Aegean                | 297,143    | 76,518     | 7,047,801 | 210,522    | 134,073      | 166,785   | 16,606        | 22,252          | 10,354          | 14,936            | 20,388             | 28,224            | 8,045,602   |
| East Marmara          | 520,698    | 67,299     | 131,586   | 4,317,877  | 187,043      | 61,782    | 10,715        | 33.371          | 10,701          | 8,074             | 9,775              | 12,286            | 5,371,207   |
| West Anatolia         | 272,835    | 35,919     | 259,387   | 127,794    | 3,721,634    | 192,934   | 49,942        | 29,545          | 8,468           | 10,360            | 13,727             | 20,850            | 4,743,395   |
| Mediterranean         | 470,673    | 53,295     | 250,529   | 111,393    | 228,398      | 7,329,964 | 100,729       | 32,461          | 16,963          | 21,667            | 46,013             | 181,874           | 8,843,959   |
| Central Anatolia      | 1,346,007  | 92,421     | 297,114   | 235,407    | 1,223,857    | 305,343   | 3,466,971     | 70,729          | 16,604          | 20,204            | 32,153             | 36,818            | 7,143,628   |
| West Black Sea        | 2,637,016  | 186,103    | 252,628   | 458,730    | 956,151      | 133,053   | 54,578        | 3,982,185       | 42,935          | 18,878            | 21,757             | 27,735            | 8,771,749   |
| East Black Sea        | 1,918,805  | 96,494     | 152,843   | 529,110    | 241,801      | 70,823    | 19,104        | 198,869         | 2,382,704       | 33,854            | 11,852             | 13,140            | 5,669,399   |
| Northeast Anatolia    | 1,580,876  | 120,086    | 504,588   | 593,882    | 344,929      | 101,600   | 63,029        | 34,656          | 32,761          | 2,009,253         | 39,921             | 20,576            | 5,446,157   |
| Central East Anatolia | 1,293,157  | 86,315     | 359,161   | 299,390    | 167,451      | 393,102   | 31,612        | 22,064          | 11,070          | 31,709            | 3,438,577          | 133,862           | 6,267,470   |
| Southeast Anatolia    | 1,197,959  | 65,538     | 445,279   | 174,765    | 156,489      | 1,002,771 | 33,876        | 23,666          | 11,689          | 22,036            | 150,028            | 7,738,941         | 11,023,037  |
| Total Population      | 14,221,482 | 3,337,935  | 9,960,295 | 7,278,923  | 7,445,037    | 9,824,206 | 3,857,160     | 4,472,012       | 2,557,909       | 2,199,777         | 3,794,968          | 8,227,921         | 77,177,625  |

## گروه‌ها و زبان‌های قومی
| گروه‌های قومی در ترکیه سال 2019) | گروه‌های قومی در ترکیه سال 2019) | گروه‌های قومی در ترکیه سال 2019) | گروه‌های قومی در ترکیه سال 2019) | گروه‌های قومی در ترکیه سال 2019) |
| ------------------------------- | ------------------------------- | ------------------------------- | ------------------------------- | ------------------------------- |
|                                 |                                 |                                 |                                 |                                 |

 در مورد اقوام گوناگون در ترکیه هیچ اطلاعات دقیقی در دست نیست. آخرین داده‌های با توجه به اینکه سرشماری زبان سال ۱۹۶۵ انجام شده است احتمالاً تغییرات عمده‌ای ممکن است از آن زمان رخ داده باشد. با این حال، مشخص است که ترک‌ها اکثریت هستند، در حالی که بزرگ‌ترین گروه‌های اقلیت کردها با ۳۰ میلیون جمعیت و اعراب با ۵ میلیون جمعیت هستند. اقلیت‌های کوچکتر نیز ارمنی‌ها، یونانی‌ها هستند. همه گروه‌های قومی در زیر آورده شده است.
| زبان   | سرشماری سال 1935 | سرشماری سال 1935 | سرشماری سال 1945 | سرشماری سال 1945 | سرشماری سال ۱۹۶۵ | سرشماری سال ۱۹۶۵ |
| زبان   | عدد              | ٪                | عدد              | ٪                | عدد              | ٪                |
| ------ | ---------------- | ---------------- | ---------------- | ---------------- | ---------------- | ---------------- |
| ترکی   | ۱۳٬۸۲۸٬۰۰۰       | ۸۷٫۵             | ۱۶٬۵۹۸٬۰۳۷       | ۸۸٫۳             | ۲۸٬۱۷۵٬۵۷۹       | ۹۰٫۲             |
| کردی   | ۱٬۴۷۳٬۰۰۰        | ۹٫۳              | ۱٬۴۷۶٬۵۶۲        | ۷٫۹              | ۲٬۱۰۸٬۷۲۱        | ۶٫۹              |
| زازاکی | ۱٬۴۷۳٬۰۰۰        | ۹٫۳              | ۱٬۴۷۶٬۵۶۲        | ۷٫۹              | ۱۴۷٬۷۰۷          | ۰٫۵              |
| عربی   | ۱۴۵۰۰۰           | ۰٫۹              | ۲۴۷٬۲۰۴          | ۱٫۳              | ۳۶۸٫۹۷۱          | ۱٫۲              |
| یونانی | ۱۰۹۰۰۰           | ۰٫۷              | ۸۸٬۶۸۰           | ۰٫۵              | ۴۹٫۱۴۳           | ۰٫۲              |
| چرکسی  | ۹۲۰۰۰            | ۰٫۶              | ۶۶٬۶۹۱           | ۰٫۴              | ۵۷٬۳۳۷           | ۰٫۲              |
| لادینو | ۷۹۰۰۰            | ۰٫۵              | ۵۱٬۰۱۹           | ۰٫۳              | ۹۱۲۴             | ۰٫۰              |
| ارمنی  | ۷۷۰۰۰            | ۰٫۵              | ۵۶٬۱۷۹           | ۰٫۳              | ۳۲٬۴۸۴           | ۰٫۱              |
| لاز    |                  |                  | ۴۶٬۹۸۷           | ۰٫۳              | ۲۷٬۷۱۵           | ۰٫۱              |
| گرجی   |                  |                  | ۴۰٬۰۷۶           | ۰٫۲              | ۳۲٬۳۳۴           | ۰٫۱              |
| آبازا  |                  |                  | ۸۶۰۲             | ۰٫۰              | ۱۰٬۶۴۳           | ۰٫۰              |
| دیگران |                  |                  | ۱۱۰٬۱۳۷          | ۰٫۶              | ۱۵۷٬۴۴۹          | ۰٫۵              |
| جمع    | ۱۵٬۸۰۳٬۰۰۰       | ۱۵٬۸۰۳٬۰۰۰       | ۱۸٬۷۹۰٬۱۷۴       | ۱۸٬۷۹۰٬۱۷۴       | ۳۱٬۳۹۱٬۲۰۷       | ۳۱٬۳۹۱٬۲۰۷       |

| سال         | ۱۹۱۴   | ۱۹۲۷   | ۱۹۴۵   | ۱۹۶۵   | ۱۹۹۰   | ۲۰۰۵   |
| ----------- | ------ | ------ | ------ | ------ | ------ | ------ |
| مسلمانان    | ۱۲٬۹۴۱ | ۱۳٬۲۹۰ | ۱۸٬۵۱۱ | ۳۱٬۱۳۹ | ۵۶۸۶۰  | ۷۱٬۹۹۷ |
| یونانی‌ها    | ۱٬۵۴۹  | ۱۱۰    | ۱۰۴    | ۷۶     | ۸      | ۳      |
| ارمنی‌ها     | ۱٬۲۰۴  | ۷۷     | ۶۰     | ۶۴     | ۶۷     | ۵۰     |
| یهودیان     | ۱۲۸    | ۸۲     | ۷۷     | ۳۸     | ۲۹     | ۲۷     |
| دیگران      | ۱۷۶    | ۷۱     | ۳۸     | ۷۴     | ۵۰     | ۴۵     |
| جمع         | ۱۵٬۹۹۷ | ۱۳٬۶۳۰ | ۱۸٬۷۹۰ | ۳۱٬۳۹۱ | ۵۷٬۰۰۵ | ۷۲٬۱۲۰ |
| ٪ غیرمسلمان | ۲۹٫۶   | ۲٫۵    | ۱٫۵    | ۰٫۸    | ۰٫۳    | ۰٫۲    |

واژه ترک یا ترکی نیز از لحاظ تاریخی دارای معنای گسترده‌تری است زیرا در بعضی مواقع، به ویژه در گذشته، از آن استفاده شده است که فارغ از قومیت آنها، به همه ساکنان مسلمان امپراتوری عثمانی ارجاع می‌شود. مسئله قومیت در ترکیه مدرن موضوعی است که بسیار مورد بحث و دشوار است. ارقام منتشر شده در چندین منبع گوناگون، این مشکل را با تغییر بسیار زیاد اثبات می‌کند.
لازم است همه این مشکلات را در نظر گرفته و در هنگام ارزیابی اقوام محتاط باشید. فهرست احتمالی گروه‌های قومی ساکن ترکیه می‌تواند به شرح زیر باشد:
1. مردمان ترک‌زبان: ترک‌ها، آذربایجانی‌ها، تاتارها، کراچی ها، ازبک‌ها، تاتارهای کریمه و اویغورها
2. مردمان هند-اروپایی زبان: کردها، یزیدیان (کورمانج)، زازاها،[۲۸][۲۹] بوسنیایی‌ها، آلبانیایی‌ها، پوماک‌ها، اوستی‌ها، ارمنی‌ها، همشهنی‌ها، گورانی‌ها و یونانیان
3. اقوام سامی زبان: عرب، یهودی و آشوری / سریانی
4. مردم قفقازی زبان: چرکس‌ها، گرجی‌ها، لازها و چچن

بر پایه نسخه سال 2016 CIA World Factbook، ۷۰–۷۵٪ جمعیت ترکیه از ترکها تشکیل شده است که کردها ۱۹٪ و دیگر اقلیت‌ها میان ۷ تا ۱۲٪ را تشکیل می‌دهند. با توجه به ملیت، گزارش سال ۲۰۰۸ برای آماده شورای امنیت ملی ترکیه توسط دانشگاهیان از سه دانشگاه‌های ترکیه در شرق آناتولی نشان می‌دهد که حدود ۵۵ میلیون ترک وجود دارد، ۹٫۶ میلیون کردها، ۳ میلیون زازا، ۲٫۵ میلیون چرکس، ۲ میلیون بوسنیایی، ۵۰۰۰۰۰–۱٫۳ میلیون آلبانیایی، ۱۰۰۰۰۰۰ گرجی، ۸۷۰٬۰۰۰ عرب، ۶۰۰٬۰۰۰ پوماک، ۸۰٬۰۰۰ لاز، ۶۰٬۰۰۰ ارمنی، ۲۵٬۰۰۰ آشوری / سریانی، ۲۰٬۰۰۰ یهودی و ۱۵٬۰۰۰ یونانی، ۵۰۰ ایزدی ساکن ترکیه هستند.
از زمان مهاجرت به شهرهای بزرگ غرب ترکیه، ازدواج میان قومی متداول تر شده است. یک مطالعه جدید تخمین زده است که ۲٬۷۰۸٬۰۰۰ ازدواج بین ترکها و کردها وجود دارد.
تخمین‌های قومی‌شناسی در سال ۲۰۱۴ توسط اثنولوگ و ژاک لکلر
| مردم                                               | گویشور         | درصد  | زبان                        | شاخص                |
| -------------------------------------------------- | -------------- | ----- | --------------------------- | ------------------- |
| آناتولی ترک‌های آناتولی                             | ۵۳٬۴۰۲٬۰۰۰     | ۷۰٫۶٪ | ترکی استانبولی              | ۱ (ملی)             |
| کرمانجی کردها                                      | ۸٬۱۲۷٬۰۰۰      | ۱۰٫۷٪ | کرمانجی                     | ۳ (ارتباطات گسترده) |
| ترکوفون مردم کرد                                   | ۵٬۸۸۱٬۰۰۰      | ۷٫۷٪  | ترکی استانبولی              | ۱ (ملی)             |
| زازاها                                             | ۱٬۱۵۵٬۰۰۰      | ۱٫۵٪  | زبان زازا                   | ۵ (در حال گسترش)    |
| عرب لبنانی                                         | ۱٬۱۳۳٬۰۰۰      | ۱٬۴٪  | عربی لوانتین                |                     |
| کاباردی چرکس                                       | ۱٬۰۶۲٬۰۰۰      | ۱٬۴٪  | زبان کاباردی                | ۵ (در حال گسترش)    |
| عرب عراقی                                          | ۷۲۲٬۰۰۰        | ۰٫۹٪  | زبان عربی عراقی             | 6a (نیرومند)        |
| ایرانی                                             | ۶۱۸٬۰۰۰        | ۰٫۸٪  | فارسی                       |                     |
| آذربایجانی‌ها                                       | ۵۴۰٬۰۰۰        | ۰٫۷٪  | ترکی آذربایجانی             | ۵ (در حال گسترش)    |
| مردم کولی                                          | ۵۰۰٬۰۰0 (1985) | ۰٫۷٪  | زبان رومانی، زبان دومری     |                     |
| گاگائوز                                            | ۴۱۸٬۰۰۰        | ۰٫۵٪  | زبان ترکی روملی             | ۷ (تغییر)           |
| پوماک                                              | ۳۵۱٬۰۰۰        | ۰٫۴٪  | زبان بلغاری                 | ۵ (پراکنده)         |
| یونانیهای پونیتک                                   | ۳۲۱٬۰۰۰        | ۰٬۴٪  | زبان یونانی پنتوس           | 6a (نیرومند)        |
| مردم آدیغه چرکس                                    | ۳۱۶٬۰۰۰        | ۰٫۴٪  | زبان آدیغی                  | ۵ (در حال گسترش)    |
| کرد علوی                                           | ۱۸۴٬۰۰۰        | ۰٬۲٪  | زازاکی                      |                     |
| زبان گرجی                                          | ۱۵۱٬۰۰۰        | ۰٬۱٪  | زبان گرجی                   | 6b (در حال تهدید)   |
| زبان بوسنیایی                                      | ۱۰۱٬۰۰۰        | ۰٫۱٪  | زبان بوسنیایی               |                     |
| چچنی                                               | ۱۰۱٬۰۰۰        | ۰٫۱٪  | زبان چچنی                   |                     |
| تاتارهای کریمه                                     | ۱۰۰٬۰۰۰        | ۰٫۱٪  | زبان تاتارهای کریمه         | ۵ (در حال گسترش)    |
| لازها                                              | ۹۳٬۰۰۰         | ۰٫۱٪  | لازی                        | 6b (در حال تهدید)   |
| مردم قره‌قالپاق                                     | ۷۴٬۰۰۰         |       | زبان قره‌قالپاقی             |                     |
| آلبانیایی‌ها                                        | ۶۶٬۰۰۰         |       | زبان آلبانیایی              | 6b (در حال تهدید)   |
| ارمنیها                                            | ۶۱٬۰۰۰         |       | زبان ارمنی                  | 6b (در حال تهدید)   |
| آبخازها                                            | ۴۴٬۰۰۰         |       | زبان آبخازی                 | 6b (در حال تهدید)   |
| چینیها                                             | ۳۸٬۰۰۰         |       | زبان‌های چینی                |                     |
| اوستیاییها                                         | ۳۷٬۰۰۰         |       | زبان آسی                    |                     |
| بریتانیایی‌ها                                       | ۳۵٬۰۰۰         |       | زبان انگلیسی                |                     |
| مردم مقدونی                                        | ۳۲٬۰۰۰         |       | زبان مقدونی                 |                     |
| یهودیان                                            | ۳۰٬۰۰۰         |       | زبان ترکی استانبولی، لادینو | ۷ (تغییر)           |
| تاتارها                                            | ۲۶٬۰۰۰         |       | تاتارها                     |                     |
| آشوری‌ها                                            | ۲۵٬۰۰۰         |       | آرامی‌ها                     |                     |
|                                                    | ۲۲٬۰۰۰         |       | زبان اردو                   |                     |
| آشوری‌ها                                            | ۱۵٬۰۰۰         |       | گویش طوریه                  | 6b (در حال تهدید)   |
| ترک‌های آناتولی دیگر (همشین‌ها، ترک‌های مسختی، گاجال) | ۵۷٬۰۰۰         |       | زبان ترکی استانبولی         |                     |
| مردم کرد دیگر (هرکی و شکاکی)                       | ۶۲٬۰۰۰         |       | زبان‌های کردی                |                     |
| دیگر                                               | ۱۸۰٬۰۰۰        |       |                             |                     |
| مجموع                                              | ۷۵٬۵۶۶٬۸۰۰     |       |                             |                     |

مقیاس اثنولوگ:
یک ^  مقیاس اختلال بین نسلی درجه‌بندی گسترده (EGIDS) از اثنولوگ:
(بین‌المللی): "این زبان به طور گسترده بین ملل در تجارت، تبادل دانش و سیاست بین المللی استفاده می‌شود."
 (ملی): "این زبان در سطح آموزش، کار، رسانه‌های جمعی و دولتی در سطح ملی استفاده می‌شود."
(استانی): "این زبان در آموزش، کار، رسانه‌های جمعی و دولت در زیرمجموعه‌های مهم اداری یک ملت استفاده می‌شود."
(ارتباط گسترده‌تر): "این زبان در کار و رسانه‌های جمعی بدون وضعیت رسمی استفاده می‌شود تا اختلافات زبان در یک منطقه فراتر رود."
(آموزشی): "این زبان در حال استفاده جدی است، و استاندارد سازی و ادبیات از طریق یک سیستم گسترده‌ای از آموزش‌های پشتیبانی شده از سوی نهادها تأمین می‌شود."
(در حال گسترش): "این زبان در حال استفاده جدی است، و ادبیات به روشی استاندارد توسط برخی از آنها استفاده می‌شود، اما این هنوز گسترده یا پایدار نیست."
 (نیرومند): "این زبان برای ارتباط چهره به چهره توسط همه نسل‌ها استفاده می‌شود و وضعیت پایدار است."
 (تهدید): "این زبان برای برقراری ارتباط چهره به چهره در همه نسل‌ها استفاده می‌شود، اما باعث از بین رفتن کاربران می‌شود."
(تغییر): "نسل فرزند دار می‌تواند در بین خود از این زبان استفاده کند، اما به کودکان منتقل نمی‌شود."
(رو به مرگ): "تنها کاربران فعال باقی مانده زبان، اعضای نسل پدربزرگ و مادربزرگ و مسن تر هستند."
 (تقریباً در حال انقراض): "تنها کاربران باقیمانده زبان اعضای نسل پدربزرگ و مادربزرگ یا افراد مسن تر هستند که فرصت کمی برای استفاده از زبان دارند."
(خفته): "این زبان به عنوان یادآوری هویت میراث برای یک جامعه قومی عمل می‌کند، اما هیچ کس چیزی بیش از تسلط نمادین ندارد."
 (منقرض): "زبان دیگر مورد استفاده قرار نمی‌گیرد و هیچ کس احساس هویت قومی مرتبط با زبان را حفظ نمی‌کند."

### ترکها
اگرچه مطالعات ژنتیکی بیشمار نشان داده‌اند که جمعیت امروزی ترکیه در درجه اول از گروه‌های تاریخی آناتولی هستند، نخستین مردم ترک زبان پس از قرن ششم پیش از میلاد در منطقه ای که از آسیای میانه تا سیبری امتداد داشت زندگی می‌کردند منابع چینی قرن هفتم منشأ ترک‌ها را با بیان اینکه آنها شاخه ای از Hsiung-nu (هون‌ها) بودند و در نزدیکی «دریای غربی»، شاید دریای خزر زندگی می‌کردند ، نشان می‌دهد. منابع مدرن نشان می‌دهد که اجداد ترکها در ایالت Hsiung-nu در منطقه Transbaikal زندگی می‌کردند و اینکه بعداً، در طول قرن پنجم، به جنوب آلتای مهاجرت کردند.
کلمه ترک تنها در سده نوزدهم با اشاره به روستاییان آناتولی مورد استفاده قرار گرفت. نخبگان عثمانی خود را عثمانی معرفی می‌کردند، نه معمولاً به عنوان ترک. در اواخر قرن نوزدهم، هنگامی که باورهای اروپایی ناسیونالیسم توسط نخبگان عثمانی پذیرفته شد و چنان‌که مشخص شد که ترکی زبانان آناتولی وفادارترین حامیان حکومت عثمانی بودند، اصطلاح ترک معنای بسیار مثبت تری به خود گرفت. در دوران عثمانی، سیستم ملت جوامع را بر اساس مبنای مذهبی تعریف می‌کرد و بقایای این امر همچنان باقی می‌ماند که در آن روستائیان ترکیه معمولاً فقط ترکهایی را که معتقد به مذهب اهل سنت هستند، به عنوان ترک معرفی می‌کنند و یهودیان، مسیحیان یا حتی علویان ترک‌زبان را غیرترک در نظر می‌گیرند. از طرف دیگر، سنی‌های کُرد زبان یا عرب زبان عرب آناتولی شرقی گاهی اوقات ترک محسوب می‌شوند. عدم دقت در نامگذاری ترک را می‌توان با نامهای قومی دیگری مانند کرد نیز دید که اغلب توسط آناتولی‌های غربی برای هر کسی در شرق آدانا هست اعمال می‌شود، حتی آنهایی که فقط به زبان ترکی صحبت می‌کنند؛ بنابراین، مقوله ترک، مانند دیگر اقوام در ترکیه، با یکنواختی استفاده نمی‌شود. در سال‌های اخیر، سیاستمداران ترکیه تلاششان را بر این متمرکز کرده‌اند تا با تأکید بر اینکه یک ترک هر کسی است که شهروند جمهوری ترکیه باشد، این طبقه را به شکلی چند فرهنگی تر تعریف کند. در حال حاضر، ماده ۶۶ قانون اساسی ترکیه " ترک " را به عنوان هرکسی که "از طریق پیوند شهروندی به کشور ترکیه متصل باشد " تعریف می‌کند.
ترک‌های قومی اکثریت در ترکیه هستند و تعداد آنها ۵۵٫۵ تا ۶۰ میلیون نفر است.

### کردها
هویت کرد همچنان قوی‌ترین اقلیت در ترکیه مدرن است. جمعیت ۳۰ میلیون نفری کردها در ترکیه. سبب شده کردها یکی از اقوام بزرگ این کشور باشند. این شاید به دلیل جغرافیای کوهستانی جنوب شرقی کشور باشد، جایی که آنها غالب و نماینده اکثریت هستند. آنها در تمام شهرها و شهرهای بزرگ در سراسر ترکیه سکونت دارند. با این حال، هیچ آمار و اطلاعاتی دقیق و به روزی برای جمعیت کرد در دسترس نیست، زیرا دولت ترکیه سرشماری قومی یا نژادی را غیرقانونی کرده است. برآوردی که توسط کتاب جهانی CIA انجام شده است، میزان جمعیت آنها تقریباً ۱۹٪ است. برآورد دیگر، به گفته ابراهیم سیرچی، در کتاب خود «محیط ناامنی در ترکیه و مهاجرت کردهای ترکیه به آلمان، بر اساس سرشماری سال ۱۹۹۰ ترکیه و بررسی سلامت جمعیتی ترکیه» در سال ۱۹۹۳، ۱۷٫۸٪ است. برآوردهای دیگر شامل ۱۵٫۷٪ از جمعیت مطابق روزنامه Milliyet , و ۲۳٪ توسط کردشناس دیوید مک داوال است.
گزارش گروه حقوق اقلیت در سال ۱۹۸۵ (توسط مارتین شورت و آنتونی مکدرموت) برآورد ۱۵٪ کردها در جمعیت ترکیه در سال ۱۹۸۰، یعنی ۸٬۴۵۵٬۰۰۰ از ۴۴٫۵۰۰٬۰۰۰، با اظهار نظر قبلی "هیچ چیز، جدا از" مرزهای واقعی ". کردستان، به همان میزان تخمین جمعیت کرد، گرما به همان اندازه گرما می‌کند. ناسیونالیست‌های کرد به وسوسه شده‌اند تا آن را اغراق کنند، و دولت‌های منطقه می‌توانند آن را نادیده بگیرند. در ترکیه فقط آن کردهایی که به زبان ترکی صحبت نمی‌کنند، رسماً برای اهداف سرشماری به عنوان کردها شمرده می‌شوند، و این رقم بسیار پایین است. " در ترکیه: یک مطالعه کشور، یک انتشارات آنلاین کتابخانه کنگره ایالات متحده در ۱۹۹۵، یک فصل کامل در مورد کردها در ترکیه وجود دارد که در آن بیان شده است که: "سرشماری‌های ترکیه کردها را به عنوان یک قوم جداگانه فهرست نمی‌کنند. در نتیجه، هیچ اطلاعات موثقی در مورد تعداد کل آنها وجود ندارد. در سال ۱۹۹۵ تخمین تعداد کردهای ترکیه حدود ۸٫۵ میلیون نفر "از ۶۱٫۲ میلیون نفر یا ۱۳٪ از جمعیت در آن زمان بود. آمارهای دولت ترکیه نشان می‌دهد که زنان کرد در ترکیه حدود چهار فرزند به دنیا می‌آورند، بیش از دو برابر نرخ برای بقیه جمعیت ترکیه. نخست‌وزیر اردوغان اظهار داشت که کردها می‌توانند تا سال ۲۰۳۸ به اکثریت تبدیل شوند. در برخی استانهای تحت کنترل کردستان زنان به‌طور متوسط ۷٫۱ کودک به دنیا می‌آورند. حتی اگر بسیاری از کردها به شهرهای غربی ترکیه یا اروپای غربی مهاجرت کرده‌اند، شهرهای جنوب شرقی ترکیه هنوز با سرعتی بیشتر از سایرین رو به رشد هستند. زنان استانهای تحت کنترل کردستان در شرق ترکیه نیز میزان بیسوادی در حدود سه برابر مردان دارند، عاملی که با میزان زاد و ولد بالاتر ارتباط دارد. در nakرنک ۶۶ درصد از دختران ۱۵ ساله نمی‌توانند بخوانند یا بنویسند.
هویت ملی کردها به دور از محدود بودن در جامعه کورمانجی نیست، زیرا بسیاری از کردهایی که والدین آنها به استانبول یا سایر شهرهای بزرگ غیر کردی مهاجرت کرده‌اند، بیشتر به زبان ترکی صحبت می‌کنند، که یکی از زبان‌های مورد استفاده انتشارات ناسیونالیست کرد است.

### اعراب
جمعیت اعراب در ترکیه با توجه به منابع گوناگون متفاوت است. الجزیره و موسسه سیاست خاورمیانه واشینگتن، جمعیت عرب را پیش از جنگ داخلی سوریه در سال ۲۰۱۱ از ۱٫۵۰۰٬۰۰۰ به بیش از ۲٬۰۰۰٬۰۰۰، با پناهجویان اخیر سوریه ۲٬۷۴۸٬۳۶۷، تخمین می‌زنند. در آخرین آمار، تقریباً ۵ میلیون عرب ساکن ترکیه هستند. اکنون حوزه انتخابی اعراب ترکیه از ۴٫۵ تا ۶٪ از جمعیت کشور ترکیه تشکیل شده است.

### ارمنی‌ها
ارامنه در ترکیه بیش از ۳۰۰۰ سال بومی مناطق کوهستانی آناتولی و ارتفاعات ارمنستان هستند و جمعیت تخمینی آن ۴۰۰۰۰ نفر (۱۹۹۵) تا ۷۰ هزار نفر تخمین زده می‌شود. بیشتر آنها در اطراف استانبول متمرکز شده‌اند. ارامنه روزنامه‌ها و مدارس خود را دارند. اکثریت متعلق به ایمان کلیسای ارمنی، با تعداد کمتری از کاتولیک‌های ارمنی و انجیلی انجیلی است. جمعیت اصلی آنها در دوران کشتار امپراتوری عثمانی بیش از ۳ میلیون نفر تخمین زده می‌شد، از سال ۱۹۱۵ تا اوایل دهه ۱۹۲۰ تخمین زده می‌شود که بیش از ۱٫۵ میلیون نفر از آنها در طول نسل‌کشی ارمنیان کشته شدند و اجباری به بیابان سوریه منتقل کردند.

### آشوریان / سریانی‌ها
تخمین زده می‌شود ۴۰٬۰۰۰–۵۰٬۰۰۰ آشوری / سریانی در ترکیه زندگی می‌کنند، در حدود ۱۷٬۰۰۰ در استانبول و ۲۳–۳۳٬۰۰۰ دیگر پراکنده در جنوب شرقی ترکیه به ترتیب در تورابدین، دیاربکر، آدیامان و هارپوت. آنها متعلق به کلیسای ارتدکس سریانی، کلیسای کاتولیک سریانی و کلیسای کاتولیک کلدین هستند. برخی از ملاحظاتی، یک گروه قومی مسلمان که معمولاً از آن به عنوان عرب یاد می‌شود، دارای اصل و نسب آشوری / سریانی است. آنها در منطقه بین ماردین و میدیات زندگی می‌کنند که در سریانی "I Mhalmayto" (ܗܝ ܡܚܠܡܝܬܐ) نامیده می‌شود.

### آذربایجانی‌ها
تعیین اینکه چه تعداد از نژادهای آذربایجانی در ترکیه در حال حاضر زندگی می‌کنند دشوار است، زیرا قومیت یک مفهوم نسبتاً روان در ترکیه است، به ویژه در میان گروه‌های ترک‌زبان و قفقازی که با آسانی و آسان‌تر در جریان اصلی فرهنگ ترکیه جذب شده‌اند. حداکثر ۳۰۰۰۰۰ آذری که در ترکیه اقامت دارند، شهروندان آذربایجان هستند. در منطقه آناتولی شرقی، به آذری‌ها گاهی اوقات به عنوان acem (به عجم مراجعه شود) یا تات گفته می‌شود. آنها در حال حاضر بزرگ‌ترین گروه قومی در شهر اودر و دومین گروه قومی بزرگ در کارس هستند.
از آنجا که از نظر زبانی این دو بسیار شبیه به هم هستند، مطمئن‌ترین راه برای شمارش یا برآورد شمار آذری‌ها از ترک‌ها در ترکیه این است که توجه داشته باشید که آذری‌ها عملاً همه مسلمانان شیعه هستند در حالی که همسایگان ترک و کرد آنها مسلمان سنی هستند.

### چچن‌ها
در پایان جنگ قفقاز (۱۸۶۴–۱۸۱۸)، بسیاری از چچنی‌ها از میهن خود در قفقاز شمالی گریختند و در امپراتوری عثمانی مستقر شدند. تعداد چچنها از ده‌ها یا صدها هزار نفر است.

### چرکیسها
در اواخر از جنگ روسیه و چرکسی (۱۷۶۳–۱۸۶۴)، بسیاری از چرکس زادگاه خود در قفقاز شمالی گریختند و در امپراتوری عثمانی حل شدند. اکثر چرکیسها از نظر قومی به‌طور کامل در فرهنگ ترکیه جذب شده‌اند، ردیابی، شمارش و حتی برآورد حضور قومی آنها را دشوار می‌کند.

### گرجی‌ها
به گزارش روزنامه ملیت، تقریباً ۱ میلیون نفر از مردم تبار گرجستان در ترکیه وجود دارند.

### یونانی‌ها
یونانیان جمعیت را تشکیل می‌دهند یونانی و یونانی -زبان ارتدکس شرقی مسیحیان بودند که عمدتاً در استانبول زندگی می‌کنند، از جمله منطقه خود جزایر پرنس، و همچنین در دو جزیره از ورودی غربی به تنگه داردانل: ایمبروس و تندوس (ترکی استانبولی: Gökçeada و بوزکادا) و از نظر تاریخی نیز در غرب آسیای صغیر (با محوریت ازمیر / اسمیرنی)، کوه‌های آلپ پونتیک (با محوریت Треزون و سوملیا، به یونانیان پونیک مراجعه کنید)، و آناتولی مرکزی (کاپادوسیا) و شمال شرقی آناتولی و منطقه قفقاز جنوبی (ارزینجان، Erzerum، قارص و اردهان، به یونانی‌های قفقاز مراجعه کنید). یونانیان استانبول بقایای ۲۰۰۰۰۰ یونانی تخمین زده شده هستند که طبق مقررات پیمان لوزان (۱۹۲۳) مجاز به ماندن در ترکیه به دنبال تبادل جمعیت سال ۱۹۲۳ هستند، که شامل اسکان مجدد تقریباً ۱٫۵ میلیون یونانی از آناتولی و شرق تراکیه و نیم میلیون ترک از یونان به جز تراکای غربی. پس از سالها آزار و شکنجه (به عنوان مثال وارلیک ورگیسی (۱۹۴۴–۱۹۴۲) و پوگروم استانبول سال ۱۹۵۵)، مهاجرت یونانیان قومی از منطقه استانبول بسیار تسریع شد و تا سال ۱۹۷۸، ۱۲۰،000 - اقلیت یونانی اشتونگستور را به حدود ۷۰۰۰ کاهش داد. آمار و ارقام سال ۲۰۰۸ منتشر شده توسط وزارت امور خارجه ترکیه ، تعداد کنونی شهروندان ترکیه تبار یونانی را در علامت ۲۰۰۰–۳۰۰۰ قرار داده است. به گفته Milliyet در ترکیه ۱۵۰۰۰ یونانی وجود دارد، در حالی که طبق دیده‌بان حقوق بشر جمعیت یونان در ترکیه در سال ۲۰۰۶ حدود ۲۵۰۰ نفر تخمین زده می‌شد.

### ایرانی‌ها
شیرین هانتر در انتشارات سال ۲۰۱۰ خاطرنشان کرد که در ترکیه حدود ۵۰۰۰۰۰ ایرانی وجود داشته است.

### لاز
اکثر لاز امروز در ترکیه زندگی می‌کنند، اما گروه اقلیت لاز هیچ وضعیت رسمی در ترکیه ندارند. تعداد آنها امروز حدود ۲۵۰،000 و ۵۰۰٬۰۰۰ تخمین زده می‌شود. فقط یک اقلیت به زبان ترکی دو زبانه و زبان بومی آنها Laz که متعلق به گروه قفقاز جنوبی است. تعداد سخن گویان لازی رو به کاهش است و اکنون به‌طور عمده به مناطق ریزه و آرتوین محدود شده است. اصطلاح تاریخی لاستیکستان - که قبلاً به یک زمین باریک در امتداد دریای سیاه که در لازها و همچنین توسط چندین گروه قومی دیگر ساکن بوده است - ممنوع شده است و استفاده رسمی آن ممنوع شده است و جایگزین Doğu Karadeniz (که شامل ترابزون است) شده است. در طول جنگ روس و ترکیه در ۱۸۷۸–۱۸۷۷، جمعیت مسلمان روسیه در نزدیکی مناطق جنگی تحت پاکسازی قومی قرار گرفت. بسیاری از لازایانی که در باتوم زندگی می‌کنند به امپراتوری عثمانی گریختند و در امتداد ساحل جنوبی دریای سیاه در شرق سامسون مستقر شدند.

### مردم رومی
رومیان در ترکیه از زمان امپراتوری بیزانس سرچشمه می‌گیرند. بر پایه برخی گزارش‌ها، در ترکیه حدود ۵۰۰۰۰۰–۷۰۰٬۰۰۰ رومی وجود دارد. محله Sulukule، واقع در استانبول غربی، قدیمی‌ترین شهر رومی در اروپا است.

### زازاها
زازاها قومی در شرق آناتولی هستند که بومی زبان زازا صحبت می‌کنند. قلب سرزمین آنها، منطقه درسیم، از استانهای تونج‌ایلی، بین‌گول و بخش‌هایی از استان‌های الازیغ، ارزنجان و دیاربکر تشکیل شده است. به دلیل عدم وجود آمار سرشماری اخیر و گسترده، شمار دقیق زازاها ناشناخته است. جدیدترین آمار رسمی در مورد زبان مادری برای سال ۱۹۶۵ در دسترس است، جایی که ۱۴۷۷۰۷ (۰٫۵٪) زازا را به عنوان زبان مادری خود در ترکیه انتخاب کردند.

## دین
براساس آخرین منابع آیپسوس، در سال ۲۰۱۶ اسلام اصلی‌ترین مذهب در ترکیه بود که ۸۲٪ از کل جمعیت را تشکیل می‌داد و به دنبال آن افراد غیرمجاز مذهبی، ۱۳٪ از جمعیت و مسیحیان را تشکیل می‌دادند و ۲٪ را تشکیل می‌دادند.
هیچ آمار رسمی از اعتقادات مذهبی مردم وجود ندارد و در سرشماری از آن سؤال نمی‌شود. به گفته دولت، ۹۹٫۸ درصد از جمعیت ترکیه مسلمان هستند، بیشتر سنی، حدود ۱۰ تا ۱۵ میلیون نفر علوی هستند. ۰٫۲٪ باقیمانده سایر موارد است - بیشتر مسیحیان و یهودیان. با این حال، اینها براساس اطلاعات مربوط به مذهب موجود در کارت شناسه هر شهروند است که به‌طور خودکار از والدین به هر نوزاد تازه ای منتقل می‌شود، و لزوماً نشان دهنده انتخاب فردی نیستند. علاوه بر این، هر کسی که از زمان تأسیس جمهوری به‌طور رسمی به عنوان مسیحی یا یهودی ثبت نشده بود، به‌طور خودکار مسلمان شد و به عنوان مسلمان ثبت شد و این برچسب به نسل‌های جدید منتقل شده است؛ بنابراین، تعداد رسمی مسلمانان نیز شامل افرادی است که دین ندارند. از اسلام به دین دیگری از اسلام گرویده است؛ و هرکسی که از مذهب متفاوتی نسبت به والدین خود برخوردار باشد اما درخواست تغییر سوابق فردی خود را نداده است. همچنین لازم است ذکر شود که ایالت اجازه می‌دهد سوابق فردی تغییر یابد و می‌تواند اطلاعات مربوط به آیین خود را از کارت شناسایی حذف کند، اما چنین تغییراتی روی سابقه رسمی تأثیر نمی‌گذارد.
Eurobarometer Poll 2005 گزارش داده است که در یک نظرسنجی ۹۶٪ از شهروندان ترکیه پاسخ داده‌اند که «آنها معتقدند خدایی وجود دارد»، در حالی که ۱٪ پاسخ دادند که «آنها اعتقاد ندارند که هر نوع روح، خدا یا نیروی زندگی وجود دارد». در بررسی مرکز تحقیقات پیو، ۵۳٪ از مسلمانان ترکیه اظهار داشتند که «دین در زندگی آنها بسیار مهم است». براساس نظرسنجی گالوپ ۲۰۰۶–۲۰۰۸، ترکیه به عنوان مذهبی تر تعریف شده است، که بیش از ۶۳ درصد مردم اعتقاد دارند دین مهم است. براساس بنیاد مطالعات اقتصادی و اجتماعی ترکیه، ۳۳٪ از زنان روسری یا حجاب در ترکیه می‌پوشند، اما بیشتر آنها روسری فرهنگی می‌پوشند که نمادی از اسلام نیست و توسط زنان در روستاهای کوچک که زیر آفتاب کار می‌کنند استفاده می‌شود. خود را از آفتاب محافظت کنند. ۱۸٪ از شهروندان مرد مسلمان به‌طور مرتب در نماز جمعه شرکت می‌کنند.
نظرسنجی انجام شده توسط یوبوبارومتر، KONDA و برخی مؤسسات تحقیقاتی دیگر در سال ۲۰۱۳ نشان داد که حدود ۴/۴ میلیون نفر از ۱۵+ نفری مذهبی ندارند. نظرسنجی دیگر انجام شده توسط همین موسسات در سال ۲۰۱۵ نشان داد که این تعداد به ۵٫۵ میلیون نفر رسیده است که تقریباً ۹٫۴٪ از جمعیت را تشکیل می‌دهد.
گروه‌های مذهبی طبق برآوردها:
اکثریت قریب به اتفاق ترکهای امروزی مسلمان هستند و محبوب‌ترین فرقه مکتب حنفیان اسلام سنی است که به‌طور رسمی مورد حمایت امپراتوری عثمانی قرار گرفت. مطابق نظرسنجی تحقیق و مشاوره KONDA که در سال ۲۰۰۷ در سراسر ترکیه انجام شد:
- ۵۲٫۸٪ خود را "فردی مذهبی که تلاش می‌کند تعهدات دینی را انجام دهد " تعریف کردند (مذهبی)
- ۳۴٫۳٪ خود را "مؤمنی که وظایف دینی را انجام ندهد" تعریف کردند (نه شرعی).
- ۹/۹٪ خود را "فردی کاملاً فداکار و تمام وظایف مذهبی" عنوان کردند (کاملاً فداکار).
- ۲٫۳٪ خود را " کسی که به تعهدات شرعی اعتقاد ندارد " تعریف کردند (غیر مؤمن).
- ۹/۰٪ خود را " شخصی بدون اعتقاد مذهبی" تعریف می‌کردند (ملحد).

## سرشماری

### سرشماری سال ۱۹۲۷
| استان          | جمعیت      |
| -------------- | ---------- |
| استانبول       | ۷۹۴٬۴۴۴    |
| ازمیر          | ۵۲۶٬۰۶۵    |
| قونیه          | ۵۰۴٬۳۸۴    |
| Balıkesir      | ۴۲۱٬۰۶۶    |
| inkبینکاراشیار | ۱۰۸٬۷۳۵    |
| سببیبرکت       | ۱۰۷٬۶۹۴    |
| سییر           | ۱۰۲٬۴۳۳    |
| جمع            | ۱۳٬۶۴۸٬۲۷۰ |

### سرشماری سال ۱۹۶۵
Provinces with Turkish speakers in majority       Provinces with Turkish speakers in plurality       Provinces with Kurdish speakers in plurality       Provinces with Kurdish speakers in majority
- کثرت ترکی و کردی
- جمعیت ترک زبان
- جمعیت کرد زبان
- جمعیت عرب زبان
- جمعیت زازگو زبان
- جمعیت محور چرکی
- جمعیت یونانی زبان
- جمعیت ارمنی زبان
- جمعیت گرجی زبان
- جمعیت لاز زبان
- جمعیت پوماک زبان
- جمعیت بوسنیایی زبان
- جمعیت آلبانیایی زبان
- جمعیت " یهودی "

## اقلیت‌ها
ترکیه مدرن توسط تأسیس شد مصطفی کمال آتاتورک به عنوان سکولار (Laiklik، سازگاری ترکیه فرانسه لائیسیته)، یعنی بدون دین رسمی کشور، یا جداگانه اختلافات قومی / هویت. مفهوم «اقلیت‌ها» فقط توسط جمهوری ترکیه پذیرفته شده است، همان‌طور که در معاهده لوزان (۱۹۲۳) تعریف شده است و از این رو، به شدت محدود به یونانیان، یهودیان و ارمنی‌ها، فقط در مورد مسائل مذهبی، خارج از محدوده مفهوم قومی. هویت این اقلیت‌ها نسبت به دیگران مانند کردهایی که ۱۵٪ کشور را تشکیل می‌دهند. دیگران شامل آشور / سریانی از فرقه‌های مختلف مسیحی، علوی‌ها و سایر موارد هستند.
گزارش‌های بسیاری از منابع مانند (دیده‌بان حقوق بشر، پارلمان اروپا، کمیسیون اروپا، مجالس ملی در کشورهای عضو اتحادیه اروپا، عفو بین‌الملل و غیره) در مورد تبعیض مداوم و در حال کاهش روبرو است.
برخی روندهای فعلی عبارتند از:
- ائمه ترکها از دولت حقوق می‌گیرند، در حالی که به علوی ترکیه و همچنین روحانیون غیر ارتدکس و غیر ارمنی پرداخت نمی‌شوند.
- امامان را می‌توان آزادانه در مدارس دینی متعدد و بخش‌های الهیات دانشگاه‌های سراسر کشور آموزش داد. ادیان اقلیت به دلیل مقررات و معاهدات بین‌المللی که به پایان جنگ استقلال ترکیه بازمی‌گردد، نمی‌توانند مدارس را برای آموزش روحانیون محلی خود باز کنند. تعطیلی مکتب الهیات هالکی، یک دردناک اختلاف بین ترکیه و جهان ارتدکس شرقی است.
- کشور ترکیه ائمه معاشرت را که تحت نظارت ریاست امور مذهبی کار می‌کنند (دیهانت اشلری Başkanlığı) به کشورهای مختلف اروپایی یا آسیایی با جمعیت ترکی یا ترکی صحبت می‌کند، به عنوان مقامات محلی کنسولگری‌های ترکیه.
- ترکیه اخیراً در صدد انتشار مجموعه ای از تصویب‌نامه‌های قانونی با هدف رفع موانع رویه ای قبل از استفاده از چندین زبان محلی است که توسط شهروندان ترکیه از جمله کردی (کورمانجی)، عربی و زازا به عنوان واسطه ارتباطات عمومی به همراه چند مورد دیگر کوچکتر صحبت می‌شود. زبانهای گروه قومی اخیراً چند مرکز آموزش خصوصی کردی مجاز به افتتاح هستند. تلویزیون‌های فارسی‌زبان به زبان کردی از ۷/۲۴ پخش می‌شوند و در فرکانس عمومی مشخص شده در TRT 6 متعلق به دولت، در حالی که کانال‌های ملی خصوصی هنوز هیچ علاقه ای نشان نمی‌دهند. با این حال، در حال حاضر چندین ایستگاه تلویزیونی ماهواره ای کردی که از منطقه خودمختار کردی در شمال عراق و اروپای غربی فعالیت می‌کنند، پخش می‌شود به زبانهای کردی، ترکی و نئوآرامی، تلویزیون کردستان، کردستان و غیره.
- گفته می‌شود که تعداد اقلیت‌های غیرمسلمان به‌طور عمده در نتیجه پیری، مهاجرت (به اسرائیل، یونان، ایالات متحده و اروپا غربی) به سرعت در حال کاهش است.
- نگرانی در مورد آینده کلیسای ارتدکس یونان وجود دارد که به دلیل تعطیلی مکتب هالکی از فقدان روحانیت آموزش دیده رنج می‌برد. دولت وضعیت اکومنیای پدرسالار قسطنطنیه را به رسمیت نمی‌شناسد.

براساس ارقام منتشر شده از سوی وزارت امور خارجه در دسامبر ۲۰۰۸، ۸۹٬۰۰۰ شهروند ترکیه ای وجود دارند که به عنوان اقلیت، دو سوم تبار ارمنی تعیین شده‌اند.

## آمار جمعیتی اطلاعات‌نامه جهان
آمار دموگرافیک زیر از کتاب جهانی CIA است:
ساختار سنی 
 ۰–۱۴ سال: ۲۴٫۲۶ ((مرد ۱۰٬۰۸۵٬۵۵۸ / زن ۹٬۶۲۷٬۹۶۷) 
 ۱۵ تا ۲۴ سال: ۱۵٫۸۸٪ (مرد ۶٬۵۸۹٬۰۳۹ / زن ۶٬۳۱۱٬۱۱۳) 
 ۲۵–۵۴ سال: ۴۳٫۲۶ ((مرد ۱۷٬۷۹۸٬۸۶۴ / زن ۱۷٬۳۴۹٬۲۲۸) 
 ۵۵–۶۴ سال: ۸٫۸۲٪ (۳٬۵۵۷٬۳۲۹ مرد / زن ۳٬۶۰۶٬۱۲۰)
 ۶۵ سال و بالاتر: ۷٫۷۹٪ (مرد ۲٬۸۲۵٬۷۳۸ / زن ۳٬۵۰۶،283) (2018 Est.)
سن متوسط 
 کل جمعیت: ۳۱٫۲ سال 
 مرد: ۳۰٫۹ سال 
 زن: ۳۱٫۹ سال (2018 est.)
نسبت جنسی 
 هنگام تولد: ۱٫۰۵ مرد / زن 
</nowiki> زیر ۱۵ سال: ۱٫۰۵ مرد / زن 
۲۴–۲۴ سال: ۱٫۰۴ مرد / زن
 ۲۵–۵۴ سال: ۱٫۰۳ مرد / زن 
 ۵۵–۶۴ سال: ۰٫۹۹ مرد / زن 
 ۶۵ سال و بالاتر: ۰٫۸ مرد / زن 
 کل جمعیت: ۱٫۰۱ مرد / زن (۲۰۱۷ ارزیابی).)
امید به زندگی در بدو تولد 
 کل جمعیت: ۷۵٫۳ سال 
 مرد: ۷۲٫۹ سال 
 زن: ۷۷٫۷ سال (2018 est.)
شهرنشینی 
 جمعیت شهری: ۷۵٫۱٪ از کل جمعیت (۲۰۱۸) 
 نرخ شهرنشینی: نرخ تغییر سالانه ۲٫۰۴٪ (۲۰–۲۰ ۲۰۱۵))
ملیت 
 اسم: ترک (ع) 
 صفت: ترکی
سواد 
تعریف: سن ۱۵ سال به بالا می‌تواند بخواند و بنویسد 
 کل جمعیت: ۹۶٫۲٪ 
 مرد: ۹۸٫۸٪ 
 زن: ۹۳٫۶٪ (۲۰۱۶ است)

## یادداشت
1. 1 2 3 4 5  All data taken from Turkish Statistical Institute (TurkStat). Data is for xxxx-12-31.